# Torneo Apertura 2022 Serie A de México
El Torneo Apertura 2022 de la Serie A de México, parte de la Segunda División de México llamada oficialmente Liga Premier, fue el 48.º torneo de la competencia correspondiente a la LXXIII temporada de la categoría y con el que se abrió la temporada 2022-2023 de la categoría.

## Sistema de competición
El sistema de competición de este torneo se desarrolla en dos fases:
- Fase de calificación: que se integra por las 11 jornadas del torneo regular. Durante esta ronda se enfrentarán los integrantes de sus respectivos grupos una sola vez.
- Fase final: que se integrará por los partidos de ida y vuelta en rondas de cuartos de final, de semifinal y final de Ascenso

### Fase de calificación
En la fase de calificación se observa el sistema de puntos. La ubicación en la tabla general está sujeta a lo siguiente:
- Por juego ganado se obtienen tres puntos (Si el visitante gana por diferencia de 2 o más goles se lleva el punto extra).
- Por juego empatado se obtiene un punto (en caso de empate a 2 o más goles se juegan en penales el punto extra).
- Por juego perdido no se otorgan puntos.

El orden de los clubes al final de la Fase de Calificación del torneo corresponderá a la suma de los puntos obtenidos por cada uno de ellos y se presentará en forma descendente. Si al finalizar las 11 jornadas del torneo, dos o más clubes estuviesen empatados en puntos, su posición en la Tabla general será determinada atendiendo a los siguientes criterios de desempate:
1. Mejor diferencia entre los goles anotados y recibidos.
2. Mayor número de goles anotados.
3. Marcadores particulares entre los Clubes empatados.
4. Mayor número de goles anotados como visitante.
5. Mejor ubicado en la Tabla general de cociente.
6. Tabla Fair Play.
7. Sorteo.

Para determinar los lugares que ocuparán los clubes que participen en la fase final del torneo se tomará como base la Tabla de Cocientes.
Participarán automáticamente por el título de Campeón de la Liga Premier Serie A los dos primeros lugares de cada uno de los tres grupos y los dos mejores terceros lugares, siempre y cuando estén certificados para ascender a la Liga de Expansión MX.

### Fase final

#### Fase final de Ascenso
Los ocho clubes calificados para cada liguilla del torneo serán reubicados de acuerdo con el lugar que ocupen en la Tabla General de Cocientes de la Temporada al término de la jornada 11, con el puesto del número uno al club mejor clasificado, y así hasta el #8. Los partidos a esta fase se desarrollarán a visita, en las siguientes etapas:
- Cuartos de final
- Semifinales
- Final

Los clubes vencedores en los partidos de cuartos de final y semifinal serán aquellos que en los dos juegos anoten el mayor número de goles. De existir empate en el número de goles anotados, la posición se definirá a favor del club con mayor cantidad de goles a favor cuando actúe como visitante.
Si una vez aplicado el criterio anterior los clubes siguieran empatados, se observará la posición de los clubes en la tabla de cocientes.
Los partidos correspondientes a la Fase final se jugarán obligatoriamente los días miércoles y sábado, y jueves y domingo eligiendo, en su caso, exclusivamente en forma descendente, los cuatro clubes mejor clasificados en la Tabla de cocientes al término de la jornada 11, el día y horario de su partido como local. Los siguientes cuatro clubes podrán elegir únicamente el horario.
El club vencedor de la Final y por lo tanto campeón, será aquel que en los dos partidos anote el mayor número de goles. Si al término del tiempo reglamentario el partido está empatado, se agregarán dos tiempos extras de 15 minutos cada uno. De persistir el empate en estos periodos, se procederá a lanzar tiros penales hasta que resulte un vencedor.
Los partidos de cuartos de final se jugarán de la siguiente manera:
2° vs 7° 
3° vs 6° 
En las Semifinales participarán los cuatro clubes vencedores de cuartos de final, reubicándolos del uno al cuatro, de acuerdo a su mejor posición en la Tabla de cocientes al término de la jornada 13 del torneo, enfrentándose:
2° vs 3°
Disputarán el título de Campeón de la temporada los dos clubes vencedores de la fase semifinal correspondiente, reubicándolos del uno al dos, de acuerdo a su mejor posición en la Tabla de cocientes al término de las 11 jornadas del torneo.

#### Fase final de filiales
Los cuatro clubes calificados para cada liguilla del torneo serán reubicados de acuerdo con el lugar que ocupen en la Tabla General de cocientes de la Temporada al término de la jornada 11, con el puesto del número uno al club mejor clasificado, y así hasta el #4. Los partidos a esta fase se desarrollarán a visita, en las siguientes etapas:
- Semifinales
- Final

Los clubes vencedores en los partidos de cuartos de final y semifinal serán aquellos que en los dos juegos anoten el mayor número de goles. De existir empate en el número de goles anotados, la posición se definirá a favor del club con mayor cantidad de goles a favor cuando actúe como visitante.
Si una vez aplicado el criterio anterior los clubes siguieran empatados, se observará la posición de los clubes en la tabla de cocientes.
Los partidos correspondientes a la Fase final se jugarán obligatoriamente los días miércoles y sábado, y jueves y domingo eligiendo, en su caso, exclusivamente en forma descendente, los dos clubes mejor clasificados en la Tabla de cocientes al término de la jornada 11, el día y horario de su partido como local. Los siguientes dos clubes podrán elegir únicamente el horario.
El club vencedor de la Final y por lo tanto campeón, será aquel que en los dos partidos anote el mayor número de goles. Si al término del tiempo reglamentario el partido está empatado, se agregarán dos tiempos extras de 15 minutos cada uno. De persistir el empate en estos periodos, se procederá a lanzar tiros penales hasta que resulte un vencedor.
En las Semifinales participarán los cuatro clubes mejor posicionados en la tabla general que tengan la condición de filiales, reubicándolos del uno al cuatro, de acuerdo a su mejor posición en la Tabla de cocientes al término de la jornada 11 del torneo, enfrentándose:
2° vs 3°
Disputarán el título de Campeón de la temporada los dos clubes vencedores de la fase semifinal correspondiente, reubicándolos del uno al dos, de acuerdo a su mejor posición en la Tabla de cocientes al término de las 11 jornadas del torneo.

## Cambios
- El 14 de junio de 2022 el Club Alacranes de Durango fue aceptado como nuevo miembro de la Liga de Expansión MX tras aprobar el proceso de certificación para su integración en esa categoría como equipo invitado, por lo que abandonó la Serie A y pasó a militar en el circuito de plata del fútbol mexicano.[4][5]
- El Mazorqueros Fútbol Club fue tomado como base para la conformación del Club Atlético La Paz de la Liga de Expansión MX, por lo que el equipo dejó de competir en la Serie A.[6]  Sin embargo, la institución no desapareció ya que pasó a participar en la Serie B utilizando la segunda franquicia del club en la Liga Premier, la cual se consiguió tras ganar la Tercera División de México.[7]
- Los clubes Aguacateros Club Deportivo Uruapan y Deportiva Venados fueron ascendidos de la Serie B y Tercera División de México respectivamente.[8][9]
- El Chihuahua Fútbol Club se incorporó en la categoría tras reactivar la franquicia del Club Universidad Autónoma de Chihuahua que se encontraba congelada desde 2020.[10]
- Los clubes Los Cabos United, Mexicali Fútbol Club, Real de Arteaga y Club Deportivo Tulancingo entraron a la liga como equipos de expansión.[11]
- Se creó el Club Deportivo y Social Tampico Madero tomando como base la franquicia que pertenecía al Atlético Reynosa y se encontraba congelada desde el 2020.[12]
- El Club de Fútbol Pachuca Premier regresó a la categoría luego de cuatro años sin participación.[13]
- El Club Deportivo Zap fue renombrado como Club Halcones de Zapopan, retomando la identidad original del equipo que era utilizada cuando esta escuadra militaba en la Liga de Balompié Mexicano.[14]
- El Cañoneros Fútbol Club fue recolocado en la Serie B por decisión de su directiva.[15]
- La llamada Liguilla de filiales fue recuperada luego de tres años sin llevarse a cabo, por lo que los equipos con esa condición ya no participan con la opción de ascenso o descenso de categoría. Seis escuadras cuentan con esa condición: Cimarrones de Sonora "B", Leones Negros "B", Lobos ULMX, Mineros de Fresnillo, Pachuca "B" y UAT.[16]

## Equipos participantes

### Ascensos y descensos
| Pos | a la Serie B |
| --- | ------------ |
| 19º | Cañoneros    |

| Pos | de la Serie B          |
| --- | ---------------------- |
| 1º  | Aguacateros CDU        |
| Pos | de la Tercera División |
| 2º  | Deportiva Venados      |

| Pos | de la Liga de Expansión MX |
| --- | -------------------------- |
| X   | No hubo                    |

| Pos | a la Liga de Expansión MX |
| --- | ------------------------- |
| 4°  | Durango                   |

### Equipos por Entidad Federativa
Se muestran las localizaciones en mapa de equipos de la Serie A de México 2022-23.
Para la temporada 2022-23, la entidad federativa de la República Mexicana con más equipos en la Serie A es Jalisco con cinco equipos.
| Entidad Federativa  | N.º | Equipos                                                                             |
| ------------------- | --- | ----------------------------------------------------------------------------------- |
| Jalisco             | 5   | Catedráticos Elite, Halcones de Zapopan, Leones Negros B, Tecos y Tritones Vallarta |
| Tamaulipas          | 3   | Gavilanes, Tampico Madero y UAT                                                     |
| Hidalgo             | 2   | Pachuca "B" y Tulancingo                                                            |
| Michoacán           | 2   | Aguacateros CDU y La Piedad                                                         |
| Morelos             | 2   | Escorpiones y Sporting Canamy                                                       |
| Querétaro           | 2   | Inter Querétaro y Real de Arteaga                                                   |
| Quintana Roo        | 2   | Inter Playa y Yalmakan                                                              |
| Zacatecas           | 2   | Mineros de Fresnillo y UAZ                                                          |
| Baja California     | 1   | Mexicali F.C.                                                                       |
| Baja California Sur | 1   | Los Cabos United                                                                    |
| Chiapas             | 1   | Cafetaleros de Chiapas                                                              |
| Chihuahua           | 1   | Chihuahua F.C.                                                                      |
| Ciudad de México    | 1   | Leviatán                                                                            |
| Coahuila            | 1   | Saltillo                                                                            |
| Colima              | 1   | Colima F.C.                                                                         |
| Estado de México    | 1   | Deportivo Dongu                                                                     |
| Guanajuato          | 1   | Lobos ULMX                                                                          |
| Nayarit             | 1   | Coras                                                                               |
| Sonora              | 1   | Cimarrones "B"                                                                      |
| Veracruz            | 1   | Montañeses                                                                          |
| Yucatán             | 1   | Deportiva Venados                                                                   |

### Información sobre los equipos participantes
Lista de equipos participantes para la temporada 2022-23, anunciada el 12 de julio de 2022.

#### Grupo 1
| Equipo               | Entrenador        | Ciudad                         | Fundación      | Estadio                             | Capacidad | Filial               | Patrocinador           | Kit           |
| -------------------- | ----------------- | ------------------------------ | -------------- | ----------------------------------- | --------- | -------------------- | ---------------------- | ------------- |
| Cimarrones "B"       | Paolo Serrato     | Hermosillo, Sonora             | 2015 (9 años)  | Héroe de Nacozari                   | 18 747    | Cimarrones F. C.     | Caliente               | Keuka         |
| Coras F.C.           | Manuel Naya       | Tepic, Nayarit                 | 1959 (65 años) | Nicolás Álvarez Ortega              | 12 945    |                      | Nuevo Nayarit          | Keuka         |
| Chihuahua F.C.       | Diego López       | Chihuahua, Chihuahua           | 2022 (3 años)  | Olímpico UACH                       | 22 000    |                      | Upick.mx               | Joma          |
| Halcones de Zapopan  | Héctor Medrano    | Zapotlanejo, Jalisco           | 2020 (5 años)  | Miguel Hidalgo                      | 1 700     |                      | JG Clean               | Keuka         |
| Leones Negros "B"    | Ahuízotl Sánchez  | Zapopan, Jalisco               | 2013 (11 años) | Club Deportivo U. de G.             | 3 000     | Leones Negros UDG    | Electrolit             | Sporelli      |
| Los Cabos United     | Rodrigo Ruiz      | Los Cabos, Baja California Sur | 2022 (3 años)  | Complejo Deportivo Don Koll         | 3 500     |                      |                        | Capelli Sport |
| Mexicali F.C.        | Agustín Hernández | Mexicali, Baja California      | 2022 (3 años)  | Ciudad Deportiva Mexicali           | 5 000     |                      | Estructuras y Perfiles | Trenu         |
| Mineros de Fresnillo | Joaquín Moreno    | Fresnillo, Zacatecas           | 2007 (18 años) | Minera Fresnillo                    | 6 000     | Mineros de Zacatecas | Fresnillo              | Spiro         |
| Tecos                | Jorge Hernández   | Zapopan, Jalisco               | 1971 (53 años) | Tres de Marzo                       | 18 779    |                      |                        | Silver Sport  |
| Tritones Vallarta    | Hugo Castillo     | Puerto Vallarta, Jalisco       | 2021 (4 años)  | Ciudad Deportiva San José del Valle | 4 000     |                      | Megacable              | Silver Sport  |
| UAZ                  | Rubén Hernández   | Zacatecas, Zacatecas           | 1990 (35 años) | Carlos Vega Villalba                | 20 737    |                      | Fresnillo              | Marval        |

#### Grupo 2
| Equipo             | Entrenador          | Ciudad                           | Fundación      | Estadio                               | Capacidad | Filial           | Patrocinador          | Kit          |
| ------------------ | ------------------- | -------------------------------- | -------------- | ------------------------------------- | --------- | ---------------- | --------------------- | ------------ |
| Aguacateros CDU    | José Muñoz          | Uruapan, Michoacán               | 2018 (6 años)  | Unidad Deportiva Hermanos López Rayón | 5 000     |                  | Agromich              | Valderi      |
| Catedráticos Elite | Juan Pablo Ascensio | Ameca, Jalisco                   | 2018 (6 años)  | Núcleo Deportivo y de Espectáculos    | 7 000     |                  |                       | Romed        |
| Colima F.C.        | Usiel Andrade       | Colima, Colima                   | 2020 (5 años)  | Olímpico Universitario de Colima      | 11 812    |                  | Forma Interior        | Reator       |
| Gavilanes          | Julio García        | Matamoros, Tamaulipas            | 2011 (13 años) | El Hogar                              | 22 000    |                  | KarzoGas              | Keuka        |
| Inter Querétaro    | Alejandro Muñoz     | Santiago de Querétaro, Querétaro | 2020 (4 años)  | Olímpico Alameda                      | 4 600     |                  | Agua Los Arcos        | Gapac        |
| La Piedad          | Enrique Pérez       | La Piedad, Michoacán             | 1951 (73 años) | Juan N. López                         | 13 356    |                  | El Tiliche            | Silver Sport |
| Lobos ULMX         | Rowan Vargas        | Celaya, Guanajuato               | 2021 (4 años)  | Miguel Alemán Valdés                  | 23 182    | Celaya F. C.     | Caja Popular Mexicana | Keuka        |
| Saltillo           | Jair García         | Saltillo, Coahuila               | 2019 (5 años)  | Olímpico Francisco I. Madero          | 7 000     |                  | Print                 | Romed        |
| Tampico Madero     | Gastón Obledo       | Tampico Madero, Tamaulipas       | 1982 (42 años) | Tamaulipas                            | 19 667    |                  | GDL Transportes       | Keuka        |
| Tulancingo         | Luis Alfonso Lugo   | Tulancingo, Hidalgo              | 2022 (3 años)  | Primero de Mayo                       | 5 000     |                  |                       | Keuka        |
| UAT                | Jonathan Escobar    | Ciudad Victoria, Tamaulipas      | 1995 (30 años) | Marte R. Gómez                        | 10 520    | Correcaminos UAT |                       | Corre Sport  |

#### Grupo 3
| Equipo                 | Entrenador            | Ciudad                           | Fundación      | Estadio                  | Capacidad | Filial       | Patrocinador      | Kit              |
| ---------------------- | --------------------- | -------------------------------- | -------------- | ------------------------ | --------- | ------------ | ----------------- | ---------------- |
| Cafetaleros de Chiapas | Miguel Ángel Casanova | Tuxtla Gutiérrez, Chiapas        | 2015 (10 años) | Víctor Manuel Reyna      | 29 001    |              | Chiapas           | Silver Sport     |
| Deportiva Venados      | Arturo Espinoza       | Tamanché, Yucatán                | 2014 (10 años) | Alonso Diego Molina      | 2 500     |              |                   | Foursport        |
| Deportivo Dongu        | René Fuentes          | Cuautitlán, Estado de México     | 2019 (6 años)  | Los Pinos                | 5 000     |              |                   | Reator           |
| Escorpiones            | Omar Ramírez          | Cuernavaca, Morelos              | 2021 (4 años)  | Centenario               | 14 800    |              |                   | Keuka            |
| Inter Playa            | Carlos Bracamontes    | Playa del Carmen, Quintana Roo   | 1999 (26 años) | Mario Villanueva Madrid  | 7 500     |              | Solidaridad       | Spiro            |
| Leviatán               | Héctor Anguiano       | Ciudad de México                 | 2020 (4 años)  | Jesús Martínez "Palillo" | 6 000     |              |                   | Under Armour     |
| Montañeses             | Víctor Hernández      | Orizaba, Veracruz                | 2021 (3 años)  | Socum                    | 7 000     |              | Schettino         | EOS Sportswear   |
| Pachuca "B"            | Andrés Chitiva        | Pachuca, Hidalgo                 | 2015 (10 años) | Hidalgo                  | 30 000    | C.F. Pachuca | Cemento Fortaleza | Charly           |
| Real de Arteaga        | Pablo Robles          | Santiago de Querétaro, Querétaro | 2022 (3 años)  | Olímpico Alameda         | 4 600     |              | Urbk              | Titan Sportswear |
| Sporting Canamy        | Juan Carlos Rico      | Oaxtepec, Morelos                | 2003 (21 años) | Centro Vacacional IMSS   | 9 000     |              | Undostres         | Canamy Sports    |
| Yalmakan               | Juan Carlos Montiel   | Chetumal, Quintana Roo           | 2013 (11 años) | José López Portillo      | 6 600     |              | Magnicharters     | Keuka            |

### Cambios de entrenadores
| Equipo      | Entrenador (Jornadas)      | Fecha de vacante         | Tipo de salida | Pos.           | Entrenador entrante | Fecha de nombramiento    |
| ----------- | -------------------------- | ------------------------ | -------------- | -------------- | ------------------- | ------------------------ |
| Leviatán    | José Alberto Pérez (1 - 4) | 13 de septiembre de 2022 | Despedido      | 11.º - Grupo 3 | Héctor Anguiano     | 14 de septiembre de 2022 |
| Tulancingo  | Miguel Rico (1 - 4)        | 14 de septiembre de 2022 | Despedido      | 11° - Grupo 2  | Luis Alfonso Lugo   | 14 de septiembre de 2022 |
| Escorpiones | Héctor Mancilla (1 - 8)    | 4 de octubre de 2022     | Despedido      | 6° - Grupo 3   | Omar Ramírez        | 6 de octubre de 2022     |

## Torneo regular
- Horarios en tiempo local.
- Calendario disponible en la página oficial de la competencia.

| Jornada 1              | Jornada 1 | Jornada 1            | Jornada 1                           | Jornada 1       | Jornada 1       | Jornada 1       | Jornada 1       | Jornada 1       | Jornada 1 |
| Grupo A                | Grupo A   | Grupo A              | Grupo A                             | Grupo A         | Grupo A         | Grupo A         | Grupo A         | Grupo A         | Grupo A   |
| Local                  | Resultado | Visitante            | Estadio                             | Fecha           | Hora            | Espectadores    | Amonestado      | Expulsado       |           |
| ---------------------- | --------- | -------------------- | ----------------------------------- | --------------- | --------------- | --------------- | --------------- | --------------- | --------- |
| Chihuahua F.C.         | 1 - 1     | Cimarrones "B"       | Olímpico UACH                       | 26 de agosto    | 20:20           | 4 500           | 4               | 1               |           |
| Leones Negros "B"      | 3 - 1     | Mineros de Fresnillo | Club Deportivo U. de G.             | 27 de agosto    | 11:00           | 50              | 4               | 0               |           |
| Tritones Vallarta      | 1 - 0     | Coras F.C.           | Ciudad Deportiva San José del Valle | 27 de agosto    | 16:00           | 700             | 7               | 0               |           |
| Mexicali F.C.          | 0 - 3     | UAZ                  | Ciudad Deportiva Mexicali           | 27 de agosto    | 18:00           | 1 500           | 1               | 0               |           |
| Los Cabos United       | 2 - 1     | Halcones de Zapopan  | Don Koll                            | 27 de agosto    | 20:00           | 800             | 5               | 0               |           |
| DESCANSO:              | DESCANSO: | DESCANSO:            | Tecos                               | Tecos           | Tecos           | Tecos           | Tecos           | Tecos           |           |
| Grupo B                |           |                      |                                     |                 |                 |                 |                 |                 |           |
| Local                  | Resultado | Visitante            | Estadio                             | Fecha           | Hora            | Espectadores    | Amonestado      | Expulsado       |           |
| UAT                    | 0 - 2     | La Piedad            | Prof. Eugenio Alvizo Porras         | 27 de agosto    | 10:00           | 100             | 5               | 1               |           |
| Aguacateros CDU        | 3 - 0     | Tulancingo           | U.D. Hermanos López Rayón           | 27 de agosto    | 16:00           | 700             | 3               | 0               |           |
| Colima F.C.            | 1 - 1     | Saltillo             | Olímpico Universitario de Colima    | 27 de agosto    | 16:00           | 200             | 4               | 0               |           |
| Gavilanes              | 1 - 0     | Catedráticos Elite   | El Hogar                            | 27 de agosto    | 17:00           | 200             | 2               | 0               |           |
| Lobos ULMX             | 3 - 5     | Tampico Madero       | Miguel Alemán Valdés                | 29 de agosto    | 16:30           | 300             | 3               | 2               |           |
| DESCANSO:              | DESCANSO: | DESCANSO:            | Inter Querétaro                     | Inter Querétaro | Inter Querétaro | Inter Querétaro | Inter Querétaro | Inter Querétaro |           |
| Grupo C                |           |                      |                                     |                 |                 |                 |                 |                 |           |
| Local                  | Resultado | Visitante            | Estadio                             | Fecha           | Hora            | Espectadores    | Amonestado      | Expulsado       |           |
| Inter Playa            | 1 - 0     | Deportivo Dongu      | Mario Villanueva Madrid             | 26 de agosto    | 16:00           | 500             | 5               | 0               |           |
| Escorpiones            | 0 - 1     | Real de Arteaga      | Centenario                          | 27 de agosto    | 16:00           | 250             | 5               | 0               |           |
| Sporting Canamy        | 2 - 0     | Leviatán             | Centro Vacacional IMSS              | 27 de agosto    | 16:00           | 300             | 4               | 0               |           |
| Cafetaleros de Chiapas | 0 - 1     | Pachuca "B"          | Víctor Manuel Reyna                 | 27 de agosto    | 17:00           | 2 000           | 8               | 0               |           |
| Yalmakan               | 0 - 1     | Deportiva Venados    | 10 de abril                         | 28 de agosto    | 16:00           | 650             | 8               | 0               |           |
| DESCANSO:              | DESCANSO: | DESCANSO:            | Montañeses                          | Montañeses      | Montañeses      | Montañeses      | Montañeses      | Montañeses      |           |

| Jornada 2            | Jornada 2 | Jornada 2              | Jornada 2                          | Jornada 2         | Jornada 2         | Jornada 2         | Jornada 2         | Jornada 2         | Jornada 2 | Jornada 2 |
| Grupo A              | Grupo A   | Grupo A                | Grupo A                            | Grupo A           | Grupo A           | Grupo A           | Grupo A           | Grupo A           | Grupo A   | Grupo A   |
| Local                | Resultado | Visitante              | Estadio                            | Fecha             | Hora              | Espectadores      | Amonestado        | Expulsado         |           |           |
| -------------------- | --------- | ---------------------- | ---------------------------------- | ----------------- | ----------------- | ----------------- | ----------------- | ----------------- | --------- | --------- |
| Halcones de Zapopan  | 1 - 1     | Leones Negros "B"      | Miguel Hidalgo                     | 2 de septiembre   | 17:00             | 150               | 4                 | 1                 |           |           |
| Coras F.C.           | 3 - 0     | Chihuahua F.C.         | Olímpico Santa Teresita            | 2 de septiembre   | 20:30             | 400               | 7                 | 1                 |           |           |
| Cimarrones "B"       | 1 - 3     | Los Cabos United       | Héroe de Nacozari                  | 3 de septiembre   | 10:00             | 0                 | 6                 | 0                 |           |           |
| UAZ                  | 3 - 0     | Tecos                  | Carlos Vega Villalba               | 3 de septiembre   | 16:00             | 200               | 4                 | 0                 |           |           |
| Mineros de Fresnillo | 6 - 1     | Mexicali F.C.          | Minera Fresnillo                   | 3 de septiembre   | 17:00             | 100               | 1                 | 1                 |           |           |
| DESCANSO:            | DESCANSO: | DESCANSO:              | Tritones Vallarta                  | Tritones Vallarta | Tritones Vallarta | Tritones Vallarta | Tritones Vallarta | Tritones Vallarta |           |           |
| Grupo B              |           |                        |                                    |                   |                   |                   |                   |                   |           |           |
| Local                | Resultado | Visitante              | Estadio                            | Fecha             | Hora              | Espectadores      | Amonestado        | Expulsado         |           |           |
| La Piedad            | 4 - 1     | Gavilanes              | Juan N. López                      | 3 de septiembre   | 19:00             | 4 000             | 5                 | 0                 |           |           |
| Tampico Madero       | 5 - 1     | Inter Querétaro        | Tamaulipas                         | 3 de septiembre   | 20:00             | 7 000             | 4                 | 0                 |           |           |
| Tulancingo           | 0 - 1     | Lobos ULMX             | Primero de Mayo                    | 4 de septiembre   | 12:00             | 150               | 3                 | 0                 |           |           |
| Aguacateros CDU      | 4 - 1     | Saltillo               | U.D. Hermanos López Rayón          | 21 de septiembre  | 16:00             | 700               | 1                 | 0                 |           |           |
| Catedráticos Elite   | 0 - 1     | Colima F.C.            | Núcleo Deportivo y de Espectáculos | Suspendido        | Suspendido        | N/D               | N/D               | N/D               |           |           |
| DESCANSO:            | DESCANSO: | DESCANSO:              | UAT                                | UAT               | UAT               | UAT               | UAT               | UAT               |           |           |
| Grupo C              |           |                        |                                    |                   |                   |                   |                   |                   |           |           |
| Local                | Resultado | Visitante              | Estadio                            | Fecha             | Hora              | Espectadores      | Amonestado        | Expulsado         |           |           |
| Deportiva Venados    | 0 - 2     | Escorpiones            | Alonso Diego Molina                | 3 de septiembre   | 16:00             | 300               | 6                 | 1                 |           |           |
| Deportivo Dongu      | 1 - 2     | Sporting Canamy        | Los Pinos                          | 3 de septiembre   | 16:00             | 50                | 7                 | 2                 |           |           |
| Montañeses           | 2 - 0     | Yalmakan               | Complejo Deportivo Orizaba Sur     | 4 de septiembre   | 12:00             | 1 500             | 4                 | 0                 |           |           |
| Real de Arteaga      | 0 - 1     | Inter Playa            | Olímpico Alameda                   | Suspendido        | Suspendido        | N/D               | N/D               | N/D               |           |           |
| Leviatán             | 0 - 1     | Cafetaleros de Chiapas | Jesús Martínez "Palillo"           | Suspendido        | Suspendido        | N/D               | N/D               | N/D               |           |           |
| DESCANSO:            | DESCANSO: | DESCANSO:              | Pachuca "B"                        | Pachuca "B"       | Pachuca "B"       | Pachuca "B"       | Pachuca "B"       | Pachuca "B"       |           |           |

| Jornada 3              | Jornada 3 | Jornada 3            | Jornada 3                           | Jornada 3       | Jornada 3  | Jornada 3    | Jornada 3  | Jornada 3  | Jornada 3 | Jornada 3 |
| Grupo A                | Grupo A   | Grupo A              | Grupo A                             | Grupo A         | Grupo A    | Grupo A      | Grupo A    | Grupo A    | Grupo A   | Grupo A   |
| Local                  | Resultado | Visitante            | Estadio                             | Fecha           | Hora       | Espectadores | Amonestado | Expulsado  |           |           |
| ---------------------- | --------- | -------------------- | ----------------------------------- | --------------- | ---------- | ------------ | ---------- | ---------- | --------- | --------- |
| Leones Negros "B"      | 2 - 3     | Cimarrones "B"       | Club Deportivo U. de G.             | 7 de septiembre | 11:00      | 100          | 3          | 3          |           |           |
| Tritones Vallarta      | 1 - 2     | UAZ                  | Ciudad Deportiva San José del Valle | 7 de septiembre | 16:00      | 130          | 2          | 0          |           |           |
| Tecos                  | 2 - 3     | Mineros de Fresnillo | Tres de Marzo                       | 7 de septiembre | 17:00      | 200          | 2          | 0          |           |           |
| Mexicali F.C.          | 1 - 2     | Halcones de Zapopan  | Ciudad Deportiva Mexicali           | 7 de septiembre | 18:00      | 400          | 3          | 0          |           |           |
| Chihuahua F.C.         | 2 - 1     | Los Cabos United     | Olímpico UACH                       | 7 de septiembre | 20:00      | 7 500        | 8          | 0          |           |           |
| DESCANSO:              | DESCANSO: | DESCANSO:            | Coras F.C.                          | Coras F.C.      | Coras F.C. | Coras F.C.   | Coras F.C. | Coras F.C. |           |           |
| Grupo B                |           |                      |                                     |                 |            |              |            |            |           |           |
| Local                  | Resultado | Visitante            | Estadio                             | Fecha           | Hora       | Espectadores | Amonestado | Expulsado  |           |           |
| Aguacateros CDU        | 6 - 1     | Catedráticos Elite   | U.D. Hermanos López Rayón           | 7 de septiembre | 16:00      | 400          | 4          | 2          |           |           |
| UAT                    | 2 - 4     | Tampico Madero       | Prof. Eugenio Alvizo Porras         | 7 de septiembre | 17:00      | 350          | 5          | 1          |           |           |
| Colima F.C.            | 0 - 1     | La Piedad            | Olímpico Universitario de Colima    | 7 de septiembre | 19:00      | 400          | 5          | 0          |           |           |
| Tulancingo             | 0 - 2     | Saltillo             | Primero de Mayo                     | 8 de septiembre | 12:00      | 150          | 7          | 1          |           |           |
| Lobos ULMX             | 1 - 0     | Inter Querétaro      | Miguel Alemán Valdés                | 8 de septiembre | 16:00      | 200          | 2          | 0          |           |           |
| DESCANSO:              | DESCANSO: | DESCANSO:            | Gavilanes                           | Gavilanes       | Gavilanes  | Gavilanes    | Gavilanes  | Gavilanes  |           |           |
| Grupo C                |           |                      |                                     |                 |            |              |            |            |           |           |
| Local                  | Resultado | Visitante            | Estadio                             | Fecha           | Hora       | Espectadores | Amonestado | Expulsado  |           |           |
| Escorpiones            | 5 - 3     | Montañeses           | Centenario                          | 7 de septiembre | 16:00      | 150          | 4          | 0          |           |           |
| Inter Playa            | 1 - 1     | Sporting Canamy      | Mario Villanueva Madrid             | 7 de septiembre | 16:00      | 300          | 5          | 0          |           |           |
| Cafetaleros de Chiapas | 1 - 0     | Deportivo Dongu      | Víctor Manuel Reyna                 | 7 de septiembre | 17:00      | 500          | 4          | 1          |           |           |
| Yalmakan               | 0 - 4     | Pachuca "B"          | 10 de abril                         | 8 de septiembre | 16:00      | 200          | 4          | 0          |           |           |
| Real de Arteaga        | 0 - 1     | Deportiva Venados    | Olímpico Alameda                    | Suspendido      | Suspendido | N/A          | N/A        | N/A        |           |           |
| DESCANSO:              | DESCANSO: | DESCANSO:            | Leviatán                            | Leviatán        | Leviatán   | Leviatán     | Leviatán   | Leviatán   |           |           |

| Jornada 4            | Jornada 4     | Jornada 4              | Jornada 4                          | Jornada 4        | Jornada 4       | Jornada 4       | Jornada 4       | Jornada 4       | Jornada 4 | Jornada 4 |
| Grupo A              | Grupo A       | Grupo A                | Grupo A                            | Grupo A          | Grupo A         | Grupo A         | Grupo A         | Grupo A         | Grupo A   | Grupo A   |
| Local                | Resultado     | Visitante              | Estadio                            | Fecha            | Hora            | Espectadores    | Amonestado      | Expulsado       |           |           |
| -------------------- | ------------- | ---------------------- | ---------------------------------- | ---------------- | --------------- | --------------- | --------------- | --------------- | --------- | --------- |
| Cimarrones "B"       | 3 - 1         | Mexicali F.C.          | Héroe de Nacozari                  | 10 de septiembre | 10:00           | 0               | 2               | 0               |           |           |
| Halcones de Zapopan  | 3 - 1         | Tecos                  | Miguel Hidalgo                     | 10 de septiembre | 16:00           | 100             | 3               | 1               |           |           |
| UAZ                  | 3 - 0         | Coras F.C.             | Carlos Vega Villalba               | 10 de septiembre | 16:00           | 100             | 3               | 0               |           |           |
| Mineros de Fresnillo | 0 - 1         | Tritones Vallarta      | Minera Fresnillo                   | 10 de septiembre | 17:00           | 70              | 2               | 0               |           |           |
| Los Cabos United     | 1 - 0         | Leones Negros "B"      | Don Koll                           | 10 de septiembre | 20:00           | 1 000           | 7               | 1               |           |           |
| DESCANSO:            | DESCANSO:     | DESCANSO:              | Chihuahua F.C.                     | Chihuahua F.C.   | Chihuahua F.C.  | Chihuahua F.C.  | Chihuahua F.C.  | Chihuahua F.C.  |           |           |
| Grupo B              |               |                        |                                    |                  |                 |                 |                 |                 |           |           |
| Local                | Resultado     | Visitante              | Estadio                            | Fecha            | Hora            | Espectadores    | Amonestado      | Expulsado       |           |           |
| La Piedad            | 3 - 1         | Aguacateros CDU        | Juan N. López                      | 10 de septiembre | 19:00           | 1 200           | 7               | 0               |           |           |
| Tampico Madero       | 2 - 0         | Gavilanes              | Tamaulipas                         | 10 de septiembre | 20:00           | 5 000           | 6               | 1               |           |           |
| Catedráticos Elite   | (4) 3 - 3 (3) | Tulancingo             | Núcleo Deportivo y de Espectáculos | 11 de septiembre | 12:00           | 100             | 5               | 0               |           |           |
| Saltillo             | 3 - 1         | Lobos ULMX             | O. Francisco I. Madero             | 11 de septiembre | 16:30           | 3 000           | 5               | 0               |           |           |
| Inter Querétaro      | 1 - 1         | UAT                    | Olímpico Alameda                   | 12 de septiembre | 18:30           | 150             | 3               | 1               |           |           |
| DESCANSO:            | DESCANSO:     | DESCANSO:              | Colima F.C.                        | Colima F.C.      | Colima F.C.     | Colima F.C.     | Colima F.C.     | Colima F.C.     |           |           |
| Grupo C              |               |                        |                                    |                  |                 |                 |                 |                 |           |           |
| Local                | Resultado     | Visitante              | Estadio                            | Fecha            | Hora            | Espectadores    | Amonestado      | Expulsado       |           |           |
| Sporting Canamy      | 1 - 1         | Cafetaleros de Chiapas | Centro Vacacional IMSS             | 10 de septiembre | 16:00           | 100             | 3               | 0               |           |           |
| Montañeses           | 1 - 2         | Real de Arteaga        | Complejo Deportivo Orizaba Sur     | 11 de septiembre | 12:00           | 500             | 8               | 0               |           |           |
| Leviatán             | 1 - 2         | Yalmakan               | Jesús Martínez "Palillo"           | 11 de septiembre | 12:00           | 200             | 5               | 2               |           |           |
| Deportiva Venados    | 2 - 1         | Inter Playa            | Alonso Diego Molina                | 11 de septiembre | 16:00           | 100             | 6               | 0               |           |           |
| Pachuca "B"          | 4 - 2         | Escorpiones            | Hidalgo                            | 12 de septiembre | 16:30           | 300             | 7               | 0               |           |           |
| DESCANSO:            | DESCANSO:     | DESCANSO:              | Deportivo Dongu                    | Deportivo Dongu  | Deportivo Dongu | Deportivo Dongu | Deportivo Dongu | Deportivo Dongu |           |           |

| Jornada 5         | Jornada 5     | Jornada 5              | Jornada 5                           | Jornada 5        | Jornada 5       | Jornada 5       | Jornada 5       | Jornada 5       | Jornada 5 | Jornada 5 |
| Grupo A           | Grupo A       | Grupo A                | Grupo A                             | Grupo A          | Grupo A         | Grupo A         | Grupo A         | Grupo A         | Grupo A   | Grupo A   |
| Local             | Resultado     | Visitante              | Estadio                             | Fecha            | Hora            | Espectadores    | Amonestado      | Expulsado       |           |           |
| ----------------- | ------------- | ---------------------- | ----------------------------------- | ---------------- | --------------- | --------------- | --------------- | --------------- | --------- | --------- |
| Tecos             | 4 - 1         | Cimarrones "B"         | Tres de Marzo                       | 16 de septiembre | 19:00           | 250             | 2               | 1               |           |           |
| Chihuahua F.C.    | 4 - 0         | Leones Negros "B"      | Olímpico UACH                       | 16 de septiembre | 20:00           | 8 000           | 1               | 0               |           |           |
| Coras F.C.        | 2 - 0         | Mineros de Fresnillo   | Olímpico Santa Teresita             | 16 de septiembre | 20:30           | 500             | 6               | 1               |           |           |
| Tritones Vallarta | 3 - 2         | Halcones de Zapopan    | Ciudad Deportiva San José del Valle | 17 de septiembre | 16:00           | 150             | 3               | 0               |           |           |
| Mexicali F.C.     | 0 - 2         | Los Cabos United       | Ciudad Deportiva Mexicali           | 17 de septiembre | 18:00           | 200             | 1               | 0               |           |           |
| DESCANSO:         | DESCANSO:     | DESCANSO:              | UAZ                                 | UAZ              | UAZ             | UAZ             | UAZ             | UAZ             |           |           |
| Grupo B           |               |                        |                                     |                  |                 |                 |                 |                 |           |           |
| Local             | Resultado     | Visitante              | Estadio                             | Fecha            | Hora            | Espectadores    | Amonestado      | Expulsado       |           |           |
| Colima F.C.       | (4) 2 - 2 (3) | Tampico Madero         | Olímpico Universitario de Colima    | 17 de septiembre | 16:00           | 100             | 5               | 2               |           |           |
| Lobos ULMX        | (3) 2 - 2 (5) | UAT                    | Miguel Alemán Valdés                | 17 de septiembre | 18:00           | 256             | 6               | 0               |           |           |
| Tulancingo        | 1 - 0         | La Piedad              | Primero de Mayo                     | 18 de septiembre | 12:00           | 100             | 6               | 4               |           |           |
| Saltillo          | 3 - 0         | Catedráticos Elite     | O. Francisco I. Madero              | 18 de septiembre | 16:00           | 2 000           | 0               | 0               |           |           |
| Gavilanes         | 4 - 1         | Inter Querétaro        | El Hogar                            | 19 de septiembre | 16:30           | 500             | 2               | 0               |           |           |
| DESCANSO:         | DESCANSO:     | DESCANSO:              | Aguacateros CDU                     | Aguacateros CDU  | Aguacateros CDU | Aguacateros CDU | Aguacateros CDU | Aguacateros CDU |           |           |
| Grupo C           |               |                        |                                     |                  |                 |                 |                 |                 |           |           |
| Local             | Resultado     | Visitante              | Estadio                             | Fecha            | Hora            | Espectadores    | Amonestado      | Expulsado       |           |           |
| Inter Playa       | 3 - 4         | Cafetaleros de Chiapas | Mario Villanueva Madrid             | 16 de septiembre | 16:00           | 300             | 7               | 0               |           |           |
| Deportiva Venados | 0 - 2         | Montañeses             | Alonso Diego Molina                 | 17 de septiembre | 16:00           | 50              | 4               | 1               |           |           |
| Escorpiones       | (1) 2 - 2 (3) | Leviatán               | Centenario                          | 17 de septiembre | 16:00           | 200             | 7               | 0               |           |           |
| Real de Arteaga   | 1 - 4         | Pachuca "B"            | Olímpico Alameda                    | 18 de septiembre | 16:00           | 300             | 5               | 1               |           |           |
| Yalmakan          | 2 - 0         | Deportivo Dongu        | 10 de abril                         | 18 de septiembre | 16:00           | 200             | 4               | 0               |           |           |
| DESCANSO:         | DESCANSO:     | DESCANSO:              | Sporting Canamy                     | Sporting Canamy  | Sporting Canamy | Sporting Canamy | Sporting Canamy | Sporting Canamy |           |           |

| Jornada 6           | Jornada 6     | Jornada 6         | Jornada 6                          | Jornada 6              | Jornada 6              | Jornada 6              | Jornada 6              | Jornada 6              | Jornada 6 | Jornada 6 |
| Grupo A             | Grupo A       | Grupo A           | Grupo A                            | Grupo A                | Grupo A                | Grupo A                | Grupo A                | Grupo A                | Grupo A   | Grupo A   |
| Local               | Resultado     | Visitante         | Estadio                            | Fecha                  | Hora                   | Espectadores           | Amonestado             | Expulsado              |           |           |
| ------------------- | ------------- | ----------------- | ---------------------------------- | ---------------------- | ---------------------- | ---------------------- | ---------------------- | ---------------------- | --------- | --------- |
| Halcones de Zapopan | 2 - 1         | Coras F.C.        | Miguel Hidalgo                     | 23 de septiembre       | 17:00                  | 100                    | 3                      | 1                      |           |           |
| Cimarrones "B"      | 0 - 1         | Tritones Vallarta | Héroe de Nacozari                  | 24 de septiembre       | 10:00                  | 100                    | 6                      | 0                      |           |           |
| Leones Negros "B"   | 5 - 0         | Mexicali F.C.     | Club Deportivo U. de G.            | 24 de septiembre       | 11:00                  | 50                     | 5                      | 1                      |           |           |
| Los Cabos United    | 3 - 0         | Tecos             | Don Koll                           | 24 de septiembre       | 20:00                  | 2 000                  | 5                      | 0                      |           |           |
| UAZ                 | 0 - 1         | Chihuahua F.C.    | Carlos Vega Villalba               | 25 de septiembre       | 11:00                  | 150                    | 8                      | 0                      |           |           |
| DESCANSO:           | DESCANSO:     | DESCANSO:         | Mineros de Fresnillo               | Mineros de Fresnillo   | Mineros de Fresnillo   | Mineros de Fresnillo   | Mineros de Fresnillo   | Mineros de Fresnillo   |           |           |
| Grupo B             |               |                   |                                    |                        |                        |                        |                        |                        |           |           |
| Local               | Resultado     | Visitante         | Estadio                            | Fecha                  | Hora                   | Espectadores           | Amonestado             | Expulsado              |           |           |
| UAT                 | 1 - 1         | Gavilanes         | Prof. Eugenio Alvizo Porras        | 24 de septiembre       | 10:00                  | 100                    | 4                      | 1                      |           |           |
| Inter Querétaro     | 1 - 3         | Colima F.C.       | Olímpico Alameda                   | 24 de septiembre       | 16:00                  | 115                    | 4                      | 1                      |           |           |
| La Piedad           | 1 - 0         | Saltillo          | Juan N. López                      | 24 de septiembre       | 19:00                  | 3 256                  | 7                      | 0                      |           |           |
| Tampico Madero      | (4) 2 - 2 (2) | Aguacateros CDU   | Tamaulipas                         | 24 de septiembre       | 20:00                  | 8 000                  | 5                      | 1                      |           |           |
| Catedráticos Elite  | 1 - 2         | Lobos ULMX        | Núcleo Deportivo y de Espectáculos | 25 de septiembre       | 12:00                  | 100                    | 5                      | 0                      |           |           |
| DESCANSO:           | DESCANSO:     | DESCANSO:         | Tulancingo                         | Tulancingo             | Tulancingo             | Tulancingo             | Tulancingo             | Tulancingo             |           |           |
| Grupo C             |               |                   |                                    |                        |                        |                        |                        |                        |           |           |
| Local               | Resultado     | Visitante         | Estadio                            | Fecha                  | Hora                   | Espectadores           | Amonestado             | Expulsado              |           |           |
| Pachuca "B"         | 1 - 2         | Deportiva Venados | Hidalgo                            | 23 de septiembre       | 12:00                  | 100                    | 3                      | 0                      |           |           |
| Leviatán            | 0 - 2         | Real de Arteaga   | Jesús Martínez "Palillo"           | 23 de septiembre       | 12:00                  | 80                     | 3                      | 0                      |           |           |
| Deportivo Dongu     | 4 - 2         | Escorpiones       | Los Pinos                          | 24 de septiembre       | 16:00                  | 200                    | 8                      | 1                      |           |           |
| Sporting Canamy     | 1 - 2         | Yalmakan          | Centro Vacacional IMSS             | 24 de septiembre       | 16:00                  | 100                    | 2                      | 0                      |           |           |
| Montañeses          | (1) 2 - 2 (4) | Inter Playa       | Complejo Deportivo Orizaba Sur     | 25 de septiembre       | 12:00                  | 500                    | 4                      | 0                      |           |           |
| DESCANSO:           | DESCANSO:     | DESCANSO:         | Cafetaleros de Chiapas             | Cafetaleros de Chiapas | Cafetaleros de Chiapas | Cafetaleros de Chiapas | Cafetaleros de Chiapas | Cafetaleros de Chiapas |           |           |

| Jornada 7          | Jornada 7     | Jornada 7              | Jornada 7                           | Jornada 7           | Jornada 7           | Jornada 7           | Jornada 7           | Jornada 7           | Jornada 7 | Jornada 7 |
| Grupo A            | Grupo A       | Grupo A                | Grupo A                             | Grupo A             | Grupo A             | Grupo A             | Grupo A             | Grupo A             | Grupo A   | Grupo A   |
| Local              | Resultado     | Visitante              | Estadio                             | Fecha               | Hora                | Espectadores        | Amonestado          | Expulsado           |           |           |
| ------------------ | ------------- | ---------------------- | ----------------------------------- | ------------------- | ------------------- | ------------------- | ------------------- | ------------------- | --------- | --------- |
| UAZ                | (5) 3 - 3 (4) | Mineros de Fresnillo   | Carlos Vega Villalba                | 28 de septiembre    | 16:00               | 200                 | 4                   | 2                   |           |           |
| Tritones Vallarta  | 1 - 1         | Los Cabos United       | Ciudad Deportiva San José del Valle | 28 de septiembre    | 16:00               | 400                 | 5                   | 0                   |           |           |
| Tecos              | 0 - 3         | Leones Negros "B"      | Tres de Marzo                       | 28 de septiembre    | 17:00               | 300                 | 1                   | 1                   |           |           |
| Chihuahua F.C.     | 6 - 0         | Mexicali F.C.          | Olímpico UACH                       | 28 de septiembre    | 20:00               | 7 000               | 3                   | 0                   |           |           |
| Coras F.C.         | (1) 2 - 2 (3) | Cimarrones "B"         | Olímpico Santa Teresita             | 28 de septiembre    | 20:30               | 400                 | 2                   | 1                   |           |           |
| DESCANSO:          | DESCANSO:     | DESCANSO:              | Halcones de Zapopan                 | Halcones de Zapopan | Halcones de Zapopan | Halcones de Zapopan | Halcones de Zapopan | Halcones de Zapopan |           |           |
| Grupo B            |               |                        |                                     |                     |                     |                     |                     |                     |           |           |
| Local              | Resultado     | Visitante              | Estadio                             | Fecha               | Hora                | Espectadores        | Amonestado          | Expulsado           |           |           |
| Aguacateros CDU    | 5 - 1         | Inter Querétaro        | U.D. Hermanos López Rayón           | 28 de septiembre    | 16:00               | 600                 | 1                   | 0                   |           |           |
| Colima F.C.        | 4 - 2         | UAT                    | Olímpico Universitario de Colima    | 28 de septiembre    | 17:00               | 30                  | 6                   | 0                   |           |           |
| Tulancingo         | 0 - 2         | Tampico Madero         | Primero de Mayo                     | 29 de septiembre    | 12:00               | 50                  | 6                   | 0                   |           |           |
| Lobos ULMX         | 0 - 5         | Gavilanes              | Miguel Alemán Valdés                | 29 de septiembre    | 16:00               | 500                 | 6                   | 1                   |           |           |
| Catedráticos Elite | 1 - 1         | La Piedad              | Núcleo Deportivo y de Espectáculos  | 29 de septiembre    | 16:30               | 100                 | 5                   | 0                   |           |           |
| DESCANSO:          | DESCANSO:     | DESCANSO:              | Saltillo                            | Saltillo            | Saltillo            | Saltillo            | Saltillo            | Saltillo            |           |           |
| Grupo C            |               |                        |                                     |                     |                     |                     |                     |                     |           |           |
| Local              | Resultado     | Visitante              | Estadio                             | Fecha               | Hora                | Espectadores        | Amonestado          | Expulsado           |           |           |
| Deportiva Venados  | 3 - 1         | Leviatán               | Alonso Diego Molina                 | 28 de septiembre    | 16:00               | 150                 | 4                   | 0                   |           |           |
| Escorpiones        | 2 - 1         | Sporting Canamy        | Centenario                          | 28 de septiembre    | 16:00               | 200                 | 6                   | 0                   |           |           |
| Montañeses         | 1 - 3         | Pachuca "B"            | Complejo Deportivo Orizaba Sur      | 29 de septiembre    | 16:00               | 500                 | 7                   | 1                   |           |           |
| Real de Arteaga    | 0 - 1         | Deportivo Dongu        | Olímpico Alameda                    | 29 de septiembre    | 16:00               | 300                 | 4                   | 0                   |           |           |
| Yalmakan           | 1 - 3         | Cafetaleros de Chiapas | 10 de Abril                         | 29 de septiembre    | 16:00               | 350                 | 7                   | 1                   |           |           |
| DESCANSO:          | DESCANSO:     | DESCANSO:              | Inter Playa                         | Inter Playa         | Inter Playa         | Inter Playa         | Inter Playa         | Inter Playa         |           |           |

| Jornada 8              | Jornada 8 | Jornada 8         | Jornada 8                   | Jornada 8          | Jornada 8          | Jornada 8          | Jornada 8          | Jornada 8          | Jornada 8 | Jornada 8 |
| Grupo A                | Grupo A   | Grupo A           | Grupo A                     | Grupo A            | Grupo A            | Grupo A            | Grupo A            | Grupo A            | Grupo A   | Grupo A   |
| Local                  | Resultado | Visitante         | Estadio                     | Fecha              | Hora               | Espectadores       | Amonestado         | Expulsado          |           |           |
| ---------------------- | --------- | ----------------- | --------------------------- | ------------------ | ------------------ | ------------------ | ------------------ | ------------------ | --------- | --------- |
| Leones Negros "B"      | 0 - 3     | Tritones Vallarta | Club Deportivo U. de G.     | 1 de octubre       | 11:00              | 100                | 3                  | 0                  |           |           |
| Halcones de Zapopan    | 2 - 4     | UAZ               | Miguel Hidalgo              | 1 de octubre       | 16:00              | 150                | 1                  | 0                  |           |           |
| Mineros de Fresnillo   | 1 - 2     | Chihuahua F.C.    | Minera Fresnillo            | 1 de octubre       | 17:00              | 100                | 6                  | 0                  |           |           |
| Mexicali F.C.          | 0 - 3     | Tecos             | Ciudad Deportiva Mexicali   | 1 de octubre       | 18:00              | 500                | 5                  | 0                  |           |           |
| Los Cabos United       | 0 - 0     | Coras F.C.        | Don Koll                    | 1 de octubre       | 20:00              | 300                | 3                  | 0                  |           |           |
| DESCANSO:              | DESCANSO: | DESCANSO:         | Cimarrones "B"              | Cimarrones "B"     | Cimarrones "B"     | Cimarrones "B"     | Cimarrones "B"     | Cimarrones "B"     |           |           |
| Grupo B                |           |                   |                             |                    |                    |                    |                    |                    |           |           |
| Local                  | Resultado | Visitante         | Estadio                     | Fecha              | Hora               | Espectadores       | Amonestado         | Expulsado          |           |           |
| UAT                    | 2 - 3     | Aguacateros CDU   | Prof. Eugenio Alvizo Porras | 1 de octubre       | 10:00              | 100                | 5                  | 0                  |           |           |
| Tampico Madero         | 3 - 0     | Saltillo          | Tamaulipas                  | 2 de octubre       | 16:00              | 6 000              | 4                  | 0                  |           |           |
| Gavilanes              | 1 - 0     | Colima F.C.       | El Hogar                    | 2 de octubre       | 17:00              | 300                | 5                  | 0                  |           |           |
| La Piedad              | 2 - 1     | Lobos ULMX        | Juan N. López               | 2 de octubre       | 19:00              | 2 500              | 2                  | 0                  |           |           |
| Inter Querétaro        | 0 - 0     | Tulancingo        | Olímpico Alameda            | 4 de octubre       | 18:00              | 100                | 6                  | 0                  |           |           |
| DESCANSO:              | DESCANSO: | DESCANSO:         | Catedráticos Elite          | Catedráticos Elite | Catedráticos Elite | Catedráticos Elite | Catedráticos Elite | Catedráticos Elite |           |           |
| Grupo C                |           |                   |                             |                    |                    |                    |                    |                    |           |           |
| Local                  | Resultado | Visitante         | Estadio                     | Fecha              | Hora               | Espectadores       | Amonestado         | Expulsado          |           |           |
| Pachuca "B"            | 2 - 0     | Inter Playa       | Hidalgo                     | 2 de octubre       | 12:00              | 500                | 5                  | 2                  |           |           |
| Deportivo Dongu        | 2 - 1     | Deportiva Venados | Los Pinos                   | 2 de octubre       | 16:00              | 250                | 1                  | 3                  |           |           |
| Sporting Canamy        | 4 - 0     | Real de Arteaga   | Centro Vacacional IMSS      | 2 de octubre       | 16:00              | 50                 | 2                  | 0                  |           |           |
| Leviatán               | 0 - 1     | Montañeses        | Arreola                     | 2 de octubre       | 16:30              | 0                  | 6                  | 0                  |           |           |
| Cafetaleros de Chiapas | 5 - 1     | Escorpiones       | Víctor Manuel Reyna         | 3 de octubre       | 16:30              | 300                | 2                  | 0                  |           |           |
| DESCANSO:              | DESCANSO: | DESCANSO:         | Yalmakan                    | Yalmakan           | Yalmakan           | Yalmakan           | Yalmakan           | Yalmakan           |           |           |

| Jornada 9            | Jornada 9 | Jornada 9              | Jornada 9                           | Jornada 9        | Jornada 9        | Jornada 9        | Jornada 9        | Jornada 9        | Jornada 9 | Jornada 9 |
| Grupo A              | Grupo A   | Grupo A                | Grupo A                             | Grupo A          | Grupo A          | Grupo A          | Grupo A          | Grupo A          | Grupo A   | Grupo A   |
| Local                | Resultado | Visitante              | Estadio                             | Fecha            | Hora             | Espectadores     | Amonestado       | Expulsado        |           |           |
| -------------------- | --------- | ---------------------- | ----------------------------------- | ---------------- | ---------------- | ---------------- | ---------------- | ---------------- | --------- | --------- |
| Chihuahua F.C.       | 1 - 0     | Tecos                  | Olímpico UACH                       | 7 de octubre     | 20:00            | 9 000            | 4                | 0                |           |           |
| Coras F.C.           | 1 - 2     | Leones Negros "B"      | Olímpico Santa Teresita             | 7 de octubre     | 20:30            | 100              | 3                | 0                |           |           |
| UAZ                  | 6 - 1     | Cimarrones "B"         | Carlos Vega Villalba                | 8 de octubre     | 16:00            | 150              | 2                | 0                |           |           |
| Tritones Vallarta    | 2 - 0     | Mexicali F.C.          | Ciudad Deportiva San José del Valle | 8 de octubre     | 16:00            | 100              | 1                | 0                |           |           |
| Mineros de Fresnillo | 4 - 0     | Halcones de Zapopan    | Minera Fresnillo                    | 8 de octubre     | 17:00            | 70               | 2                | 1                |           |           |
| DESCANSO:            | DESCANSO: | DESCANSO:              | Los Cabos United                    | Los Cabos United | Los Cabos United | Los Cabos United | Los Cabos United | Los Cabos United |           |           |
| Grupo B              |           |                        |                                     |                  |                  |                  |                  |                  |           |           |
| Local                | Resultado | Visitante              | Estadio                             | Fecha            | Hora             | Espectadores     | Amonestado       | Expulsado        |           |           |
| Aguacateros CDU      | 4 - 2     | Gavilanes              | U.D. Hermanos López Rayón           | 8 de octubre     | 16:00            | 500              | 3                | 2                |           |           |
| Saltillo             | 3 - 1     | Inter Querétaro        | O. Francisco I. Madero              | 8 de octubre     | 16:30            | 250              | 1                | 0                |           |           |
| Lobos ULMX           | 3 - 2     | Colima F.C.            | Miguel Alemán Valdés                | 8 de octubre     | 18:00            | 200              | 7                | 1                |           |           |
| Catedráticos Elite   | 2 - 3     | Tampico Madero         | Núcleo Deportivo y de Espectáculos  | 9 de octubre     | 12:00            | 100              | 3                | 0                |           |           |
| Tulancingo           | 2 - 3     | UAT                    | Primero de Mayo                     | 9 de octubre     | 12:00            | 200              | 2                | 2                |           |           |
| DESCANSO:            | DESCANSO: | DESCANSO:              | La Piedad                           | La Piedad        | La Piedad        | La Piedad        | La Piedad        | La Piedad        |           |           |
| Grupo C              |           |                        |                                     |                  |                  |                  |                  |                  |           |           |
| Local                | Resultado | Visitante              | Estadio                             | Fecha            | Hora             | Espectadores     | Amonestado       | Expulsado        |           |           |
| Pachuca "B"          | 3 - 0     | Leviatán               | Hidalgo                             | 7 de octubre     | 12:00            | 100              | 1                | 0                |           |           |
| Inter Playa          | 1 - 2     | Yalmakan               | Mario Villanueva Madrid             | 7 de octubre     | 16:00            | 300              | 9                | 1                |           |           |
| Deportiva Venados    | 1 - 2     | Sporting Canamy        | Alonso Diego Molina                 | 8 de octubre     | 16:00            | 50               | 2                | 0                |           |           |
| Montañeses           | 2 - 1     | Deportivo Dongu        | Complejo Deportivo Orizaba Sur      | 9 de octubre     | 12:00            | 400              | 5                | 1                |           |           |
| Real de Arteaga      | 0 - 1     | Cafetaleros de Chiapas | Olímpico Alameda                    | 9 de octubre     | 16:00            | 100              | 8                | 0                |           |           |
| DESCANSO:            | DESCANSO: | DESCANSO:              | Escorpiones                         | Escorpiones      | Escorpiones      | Escorpiones      | Escorpiones      | Escorpiones      |           |           |

| Jornada 10             | Jornada 10 | Jornada 10           | Jornada 10                       | Jornada 10        | Jornada 10        | Jornada 10        | Jornada 10        | Jornada 10        | Jornada 10 | Jornada 10 |
| Grupo A                | Grupo A    | Grupo A              | Grupo A                          | Grupo A           | Grupo A           | Grupo A           | Grupo A           | Grupo A           | Grupo A    | Grupo A    |
| Local                  | Resultado  | Visitante            | Estadio                          | Fecha             | Hora              | Espectadores      | Amonestado        | Expulsado         |            |            |
| ---------------------- | ---------- | -------------------- | -------------------------------- | ----------------- | ----------------- | ----------------- | ----------------- | ----------------- | ---------- | ---------- |
| Chihuahua F.C.         | 0 - 0      | Halcones de Zapopan  | Olímpico UACH                    | 14 de octubre     | 20:00             | 7 000             | 0                 | 0                 |            |            |
| Cimarrones "B"         | 2 - 1      | Mineros de Fresnillo | Héroe de Nacozari                | 15 de octubre     | 10:00             | 50                | 6                 | 1                 |            |            |
| Mexicali F.C.          | 1 - 1      | Coras F.C.           | Ciudad Deportiva Mexicali        | 15 de octubre     | 18:00             | 100               | 7                 | 0                 |            |            |
| Los Cabos United       | 1 - 0      | UAZ                  | Don Koll                         | 15 de octubre     | 20:00             | 1 000             | 5                 | 0                 |            |            |
| Tecos                  | 3 - 1      | Tritones Vallarta    | Tres de Marzo                    | 17 de octubre     | 16:30             | 200               | 4                 | 1                 |            |            |
| DESCANSO:              | DESCANSO:  | DESCANSO:            | Leones Negros "B"                | Leones Negros "B" | Leones Negros "B" | Leones Negros "B" | Leones Negros "B" | Leones Negros "B" |            |            |
| Grupo B                |            |                      |                                  |                   |                   |                   |                   |                   |            |            |
| Local                  | Resultado  | Visitante            | Estadio                          | Fecha             | Hora              | Espectadores      | Amonestado        | Expulsado         |            |            |
| UAT                    | 0 - 2      | Saltillo             | Prof. Eugenio Alvizo Porras      | 15 de octubre     | 10:00             | 50                | 4                 | 0                 |            |            |
| Colima F.C.            | 3 - 1      | Aguacateros CDU      | Olímpico Universitario de Colima | 15 de octubre     | 16:00             | 300               | 7                 | 2                 |            |            |
| Gavilanes              | 1 - 0      | Tulancingo           | El Hogar                         | 15 de octubre     | 17:00             | 1 000             | 4                 | 1                 |            |            |
| Tampico Madero         | 2 - 1      | La Piedad            | Tamaulipas                       | 15 de octubre     | 20:00             | 6 000             | 7                 | 3                 |            |            |
| Inter Querétaro        | 2 - 1      | Catedráticos Elite   | Olímpico Alameda                 | 18 de octubre     | 18:00             | 200               | 2                 | 0                 |            |            |
| DESCANSO:              | DESCANSO:  | DESCANSO:            | Lobos ULMX                       | Lobos ULMX        | Lobos ULMX        | Lobos ULMX        | Lobos ULMX        | Lobos ULMX        |            |            |
| Grupo C                |            |                      |                                  |                   |                   |                   |                   |                   |            |            |
| Local                  | Resultado  | Visitante            | Estadio                          | Fecha             | Hora              | Espectadores      | Amonestado        | Expulsado         |            |            |
| Inter Playa            | 4 - 0      | Leviatán             | Mario Villanueva Madrid          | 14 de octubre     | 16:00             | 150               | 6                 | 1                 |            |            |
| Deportivo Dongu        | 1 - 2      | Pachuca "B"          | Los Pinos                        | 15 de octubre     | 16:00             | 300               | 4                 | 0                 |            |            |
| Sporting Canamy        | 5 - 0      | Montañeses           | Centro Vacacional IMSS           | 15 de octubre     | 16:00             | 150               | 4                 | 1                 |            |            |
| Cafetaleros de Chiapas | 3 - 0      | Deportiva Venados    | Víctor Manuel Reyna              | 15 de octubre     | 17:00             | 759               | 8                 | 2                 |            |            |
| Yalmakan               | 1 - 0      | Escorpiones          | 10 de Abril                      | 16 de octubre     | 16:00             | 200               | 1                 | 0                 |            |            |
| DESCANSO:              | DESCANSO:  | DESCANSO:            | Real de Arteaga                  | Real de Arteaga   | Real de Arteaga   | Real de Arteaga   | Real de Arteaga   | Real de Arteaga   |            |            |

| Jornada 11           | Jornada 11    | Jornada 11             | Jornada 11                          | Jornada 11        | Jornada 11        | Jornada 11        | Jornada 11        | Jornada 11        | Jornada 11 | Jornada 11 |
| Grupo A              | Grupo A       | Grupo A                | Grupo A                             | Grupo A           | Grupo A           | Grupo A           | Grupo A           | Grupo A           | Grupo A    | Grupo A    |
| Local                | Resultado     | Visitante              | Estadio                             | Fecha             | Hora              | Espectadores      | Amonestado        | Expulsado         |            |            |
| -------------------- | ------------- | ---------------------- | ----------------------------------- | ----------------- | ----------------- | ----------------- | ----------------- | ----------------- | ---------- | ---------- |
| Halcones de Zapopan  | 0 - 1         | Cimarrones "B"         | Miguel Hidalgo                      | 21 de octubre     | 16:00             | 150               | 1                 | 0                 |            |            |
| Coras F.C.           | 3 - 2         | Tecos                  | Olímpico Santa Teresita             | 21 de octubre     | 20:30             | 100               | 5                 | 0                 |            |            |
| UAZ                  | 2 - 0         | Leones Negros "B"      | Carlos Vega Villalba                | 22 de octubre     | 16:00             | 100               | 2                 | 0                 |            |            |
| Tritones Vallarta    | 0 - 0         | Chihuahua F.C.         | Ciudad Deportiva San José del Valle | 22 de octubre     | 16:00             | 200               | 5                 | 3                 |            |            |
| Mineros de Fresnillo | 0 - 1         | Los Cabos United       | Minera Fresnillo                    | 22 de octubre     | 17:00             | 100               | 1                 | 0                 |            |            |
| DESCANSO:            | DESCANSO:     | DESCANSO:              | Mexicali F.C.                       | Mexicali F.C.     | Mexicali F.C.     | Mexicali F.C.     | Mexicali F.C.     | Mexicali F.C.     |            |            |
| Grupo B              |               |                        |                                     |                   |                   |                   |                   |                   |            |            |
| Local                | Resultado     | Visitante              | Estadio                             | Fecha             | Hora              | Espectadores      | Amonestado        | Expulsado         |            |            |
| UAT                  | 5 - 2         | Catedráticos Elite     | Prof. Eugenio Alvizo Porras         | 22 de octubre     | 11:00             | 70                | 3                 | 0                 |            |            |
| Aguacateros CDU      | 1 - 1         | Lobos ULMX             | U.D. Hermanos López Rayón           | 22 de octubre     | 16:00             | 1 000             | 6                 | 0                 |            |            |
| Saltillo             | 1 - 1         | Gavilanes              | O. Francisco I. Madero              | 22 de octubre     | 16:30             | 3 000             | 8                 | 5                 |            |            |
| La Piedad            | 5 - 0         | Inter Querétaro        | Juan N. López                       | 22 de octubre     | 19:00             | 5 020             | 3                 | 0                 |            |            |
| Tulancingo           | 0 - 0         | Colima F.C.            | Primero de Mayo                     | 23 de octubre     | 12:00             | 200               | 3                 | 0                 |            |            |
| DESCANSO:            | DESCANSO:     | DESCANSO:              | Tampico Madero                      | Tampico Madero    | Tampico Madero    | Tampico Madero    | Tampico Madero    | Tampico Madero    |            |            |
| Grupo C              |               |                        |                                     |                   |                   |                   |                   |                   |            |            |
| Local                | Resultado     | Visitante              | Estadio                             | Fecha             | Hora              | Espectadores      | Amonestado        | Expulsado         |            |            |
| Leviatán             | 1 - 3         | Deportivo Dongu        | Arreola                             | 21 de octubre     | 12:00             | 50                | 4                 | 0                 |            |            |
| Pachuca "B"          | 6 - 2         | Sporting Canamy        | Hidalgo                             | 21 de octubre     | 12:00             | 200               | 1                 | 0                 |            |            |
| Escorpiones          | 2 - 3         | Inter Playa            | Centenario                          | 22 de octubre     | 16:00             | 200               | 4                 | 1                 |            |            |
| Montañeses           | (3) 2 - 2 (2) | Cafetaleros de Chiapas | Complejo Deportivo Orizaba Sur      | 23 de octubre     | 12:00             | 500               | 3                 | 0                 |            |            |
| Real de Arteaga      | 2 - 0         | Yalmakan               | Corregidora                         | 23 de octubre     | 16:00             | 0                 | 2                 | 0                 |            |            |
| DESCANSO:            | DESCANSO:     | DESCANSO:              | Deportiva Venados                   | Deportiva Venados | Deportiva Venados | Deportiva Venados | Deportiva Venados | Deportiva Venados |            |            |

## Tabla General de Clasificación
| Pos. | Equipo                 | Pts. | PJ | G | E | P | GF | GC | Dif. | Clasificación                              |
| ---- | ---------------------- | ---- | -- | - | - | - | -- | -- | ---- | ------------------------------------------ |
| 1    | Pachuca "B"            | 30   | 10 | 9 | 0 | 1 | 30 | 9  | +21  | Semifinales de la liguilla de filiales     |
| 2    | Tampico Madero         | 30   | 10 | 8 | 2 | 0 | 30 | 13 | +17  | Cuartos de final de la liguilla de ascenso |
| 3    | UAZ (C)                | 25   | 10 | 7 | 1 | 2 | 26 | 9  | +17  | Cuartos de final de la liguilla de ascenso |
| 4    | Los Cabos United       | 25   | 10 | 7 | 2 | 1 | 13 | 5  | +8   | Cuartos de final de la liguilla de ascenso |
| 5    | Cafetaleros de Chiapas | 24   | 10 | 7 | 2 | 1 | 21 | 9  | +12  | Cuartos de final de la liguilla de ascenso |
| 6    | La Piedad              | 23   | 10 | 7 | 1 | 2 | 20 | 7  | +13  | Cuartos de final de la liguilla de ascenso |
| 7    | Chihuahua F.C.         | 21   | 10 | 6 | 3 | 1 | 17 | 6  | +11  | Cuartos de final de la liguilla de ascenso |
| 8    | Tritones Vallarta      | 21   | 10 | 6 | 2 | 2 | 14 | 8  | +6   | Copa Conecta                               |
| 9    | Aguacateros CDU        | 20   | 10 | 6 | 2 | 2 | 30 | 16 | +14  | Cuartos de final de la liguilla de ascenso |
| 10   | Saltillo               | 19   | 10 | 5 | 2 | 3 | 16 | 12 | +4   | Copa Conecta                               |
| 11   | Gavilanes              | 18   | 10 | 5 | 2 | 3 | 17 | 13 | +4   |                                            |
| 12   | Sporting Canamy        | 17   | 10 | 5 | 2 | 3 | 21 | 14 | +7   | Cuartos de final de la liguilla de ascenso |
| 13   | Colima F.C.            | 17   | 10 | 4 | 3 | 3 | 16 | 12 | +4   |                                            |
| 14   | Montañeses             | 16   | 10 | 4 | 2 | 4 | 16 | 20 | −4   | Copa Conecta                               |
| 15   | Inter Playa            | 15   | 10 | 4 | 2 | 4 | 17 | 15 | +2   | Copa Conecta                               |
| 16   | Deportiva Venados      | 15   | 10 | 5 | 0 | 5 | 11 | 14 | −3   |                                            |
| 17   | Yalmakan               | 15   | 10 | 5 | 0 | 5 | 10 | 15 | −5   |                                            |
| 18   | Cimarrones "B"         | 15   | 10 | 4 | 2 | 4 | 15 | 21 | −6   | Semifinales de la liguilla de filiales     |
| 19   | Leones Negros "B"      | 14   | 10 | 4 | 1 | 5 | 16 | 16 | 0    | Semifinales de la liguilla de filiales     |
| 20   | Lobos ULMX             | 14   | 10 | 4 | 2 | 4 | 15 | 21 | −6   | Semifinales de la liguilla de filiales     |
| 21   | Deportivo Dongu        | 13   | 10 | 4 | 0 | 6 | 13 | 14 | −1   |                                            |
| 22   | Real de Arteaga        | 13   | 10 | 4 | 0 | 6 | 8  | 13 | −5   |                                            |
| 23   | Coras F.C.             | 12   | 10 | 3 | 3 | 4 | 13 | 13 | 0    |                                            |
| 24   | Halcones de Zapopan    | 11   | 10 | 3 | 2 | 5 | 13 | 18 | −5   |                                            |
| 25   | Escorpiones            | 11   | 10 | 3 | 1 | 6 | 18 | 24 | −6   |                                            |
| 26   | Mineros de Fresnillo   | 10   | 10 | 3 | 1 | 6 | 19 | 17 | +2   |                                            |
| 27   | UAT                    | 10   | 10 | 2 | 3 | 5 | 18 | 23 | −5   |                                            |
| 28   | Tecos                  | 10   | 10 | 3 | 0 | 7 | 15 | 21 | −6   |                                            |
| 29   | Tulancingo             | 6    | 10 | 1 | 3 | 6 | 6  | 15 | −9   |                                            |
| 30   | Inter Querétaro        | 5    | 10 | 1 | 2 | 7 | 8  | 28 | −20  |                                            |
| 31   | Catedráticos Elite     | 3    | 10 | 0 | 2 | 8 | 11 | 27 | −16  |                                            |
| 32   | Leviatán               | 2    | 10 | 0 | 1 | 9 | 5  | 23 | −18  |                                            |
| 33   | Mexicali F.C.          | 1    | 10 | 0 | 1 | 9 | 4  | 33 | −29  |                                            |

Actualizado a los partidos jugados el 23 de octubre de 2022.
 Fuente: Liga Premier FMF
Criterios de clasificación: Puntos · Diferencia de goles · Goles a favor · Cociente

## Tabla de Clasificación por Grupos

### Grupo 1
| Pos. | Equipo               | Pts. | PJ | G | E | P | GF | GC | Dif. | Clasificación                              |
| ---- | -------------------- | ---- | -- | - | - | - | -- | -- | ---- | ------------------------------------------ |
| 1    | UAZ (C)              | 25   | 10 | 7 | 1 | 2 | 26 | 9  | +17  | Cuartos de final de la liguilla de ascenso |
| 2    | Los Cabos United     | 25   | 10 | 7 | 2 | 1 | 15 | 5  | +10  | Cuartos de final de la liguilla de ascenso |
| 3    | Chihuahua F.C.       | 21   | 10 | 6 | 3 | 1 | 17 | 6  | +11  | Cuartos de final de la liguilla de ascenso |
| 4    | Tritones Vallarta    | 21   | 10 | 6 | 2 | 2 | 14 | 8  | +6   | Copa Conecta                               |
| 5    | Cimarrones "B"       | 15   | 10 | 4 | 2 | 4 | 15 | 21 | −6   | Semifinales de la liguilla de filiales     |
| 6    | Leones Negros "B"    | 14   | 10 | 4 | 1 | 5 | 16 | 16 | 0    | Semifinales de la liguilla de filiales     |
| 7    | Coras F.C.           | 12   | 10 | 3 | 3 | 4 | 13 | 13 | 0    |                                            |
| 8    | Halcones de Zapopan  | 11   | 10 | 3 | 2 | 5 | 13 | 18 | −5   |                                            |
| 9    | Mineros de Fresnillo | 10   | 10 | 3 | 1 | 6 | 19 | 17 | +2   |                                            |
| 10   | Tecos                | 10   | 10 | 3 | 0 | 7 | 15 | 21 | −6   |                                            |
| 11   | Mexicali F.C.        | 1    | 10 | 0 | 1 | 9 | 4  | 33 | −29  |                                            |

Actualizado a los partidos jugados el 22 de octubre de 2022.
 Fuente: Liga Premier FMF
Criterios de clasificación: Puntos · Diferencia de goles · Goles a favor · Cociente

#### Evolución de la clasificación
Fecha de actualización: 22 de octubre de 2022 
| Equipo / Jornada    | 01 | 02 | 03 | 04 | 05 | 06 | 07 | 08 | 09 | 10 | 11 |
| ------------------- | -- | -- | -- | -- | -- | -- | -- | -- | -- | -- | -- |
| UAZ                 | 1  | 1  | 1  | 1  | 2  | 2  | 2  | 1  | 1  | 1  | 1  |
| Los Cabos           | 3  | 2  | 2  | 2  | 1  | 1  | 1  | 2  | 4  | 2  | 2  |
| Chihuahua           | 6  | 9  | 7  | 8  | 4  | 4  | 3  | 4  | 3  | 3  | 3  |
| Tritones Vallarta   | 4  | 6  | 9  | 6  | 3  | 3  | 4  | 3  | 2  | 4  | 4  |
| Cimarrones          | 5  | 8  | 6  | 4  | 6  | 7  | 7  | 7  | 8  | 6  | 5  |
| Leones Negros       | 2  | 3  | 4  | 7  | 9  | 6  | 5  | 5  | 5  | 5  | 6  |
| Coras               | 9  | 5  | 8  | 9  | 8  | 9  | 9  | 8  | 9  | 10 | 7  |
| Halcones de Zapopan | 8  | 7  | 5  | 3  | 5  | 5  | 6  | 6  | 7  | 7  | 8  |
| Fresnillo           | 10 | 4  | 3  | 5  | 7  | 8  | 8  | 9  | 6  | 8  | 9  |
| Tecos               | 7  | 10 | 10 | 10 | 10 | 10 | 10 | 10 | 10 | 9  | 10 |
| Mexicali            | 11 | 11 | 11 | 11 | 11 | 11 | 11 | 11 | 11 | 11 | 11 |

- #: Indica la posición del equipo en su jornada de descanso.

### Grupo 2
| Pos. | Equipo             | Pts. | PJ | G | E | P | GF | GC | Dif. | Clasificación                              |
| ---- | ------------------ | ---- | -- | - | - | - | -- | -- | ---- | ------------------------------------------ |
| 1    | Tampico Madero     | 30   | 10 | 8 | 2 | 0 | 30 | 13 | +17  | Cuartos de final de la liguilla de ascenso |
| 2    | La Piedad          | 23   | 10 | 7 | 1 | 2 | 20 | 7  | +13  | Cuartos de final de la liguilla de ascenso |
| 3    | Aguacateros CDU    | 20   | 10 | 6 | 2 | 2 | 30 | 16 | +14  | Cuartos de final de la liguilla de ascenso |
| 4    | Saltillo           | 19   | 10 | 5 | 2 | 3 | 16 | 12 | +4   | Copa Conecta                               |
| 5    | Gavilanes          | 18   | 10 | 5 | 2 | 3 | 17 | 13 | +4   |                                            |
| 6    | Colima F.C.        | 17   | 10 | 4 | 3 | 3 | 16 | 12 | +4   |                                            |
| 7    | Lobos ULMX         | 14   | 10 | 4 | 2 | 4 | 15 | 21 | −6   | Semifinales de la liguilla de filiales     |
| 8    | UAT                | 10   | 10 | 2 | 3 | 5 | 18 | 23 | −5   |                                            |
| 9    | Tulancingo         | 6    | 10 | 1 | 3 | 6 | 6  | 15 | −9   |                                            |
| 10   | Inter Querétaro    | 5    | 10 | 1 | 2 | 7 | 8  | 28 | −20  |                                            |
| 11   | Catedráticos Elite | 3    | 10 | 0 | 2 | 8 | 11 | 27 | −16  |                                            |

Actualizado a los partidos jugados el 23 de octubre de 2022.
 Fuente: Liga Premier FMF
Criterios de clasificación: Puntos · Diferencia de goles · Goles a favor · Cociente

#### Evolución de la clasificación
Fecha de actualización: 23 de octubre de 2022 
| Equipo / Jornada   | 01 | 02 | 03 | 04 | 05 | 06 | 07 | 08 | 09 | 10 | 11 |
| ------------------ | -- | -- | -- | -- | -- | -- | -- | -- | -- | -- | -- |
| Tampico Madero     | 1  | 1  | 1  | 1  | 1  | 1  | 1  | 1  | 1  | 1  | 1  |
| La Piedad          | 2  | 2  | 2  | 2  | 2  | 2  | 2  | 2  | 2  | 2  | 2  |
| Aguacateros CDU    | 3  | 3* | 3* | 4* | 5* | 4  | 3  | 3  | 3  | 3  | 3  |
| Saltillo           | 5  | 6* | 5* | 3* | 3* | 3  | 6  | 6  | 5  | 4  | 4  |
| Gavilanes          | 4  | 5  | 7  | 7  | 7  | 7  | 5  | 4  | 4  | 5  | 5  |
| Colima             | 6  | 7* | 6  | 6  | 6  | 5  | 4  | 5  | 6  | 6  | 6  |
| Lobos ULMX         | 9  | 4  | 4  | 5  | 4  | 6  | 7  | 7  | 7  | 7  | 7  |
| UAT                | 10 | 10 | 8  | 9  | 9  | 8  | 8  | 9  | 8  | 8  | 8  |
| Tulancingo         | 11 | 11 | 10 | 11 | 8  | 9  | 9  | 8  | 9  | 9  | 9  |
| Inter Querétaro    | 7  | 9  | 9  | 10 | 11 | 11 | 11 | 11 | 11 | 10 | 10 |
| Catedráticos Elite | 8  | 8* | 11 | 8  | 10 | 10 | 10 | 10 | 10 | 11 | 11 |

- #: Indica la posición del equipo en su jornada de descanso.
- * Indica la posición del equipo con un partido pendiente.

### Grupo 3
| Pos. | Equipo                 | Pts. | PJ | G | E | P | GF | GC | Dif. | Clasificación                              |
| ---- | ---------------------- | ---- | -- | - | - | - | -- | -- | ---- | ------------------------------------------ |
| 1    | Pachuca "B"            | 30   | 10 | 9 | 0 | 1 | 30 | 9  | +21  | Semifinales de la liguilla de filiales     |
| 2    | Cafetaleros de Chiapas | 24   | 10 | 7 | 2 | 1 | 21 | 9  | +12  | Cuartos de final de la liguilla de ascenso |
| 3    | Sporting Canamy        | 17   | 10 | 5 | 2 | 3 | 21 | 14 | +7   | Cuartos de final de la liguilla de ascenso |
| 4    | Montañeses             | 16   | 10 | 4 | 2 | 4 | 16 | 20 | −4   | Copa Conecta                               |
| 5    | Inter Playa            | 15   | 10 | 4 | 2 | 4 | 17 | 15 | +2   | Copa Conecta                               |
| 6    | Deportiva Venados      | 15   | 10 | 5 | 0 | 5 | 11 | 14 | −3   |                                            |
| 7    | Yalmakan               | 15   | 10 | 5 | 0 | 5 | 10 | 15 | −5   |                                            |
| 8    | Deportivo Dongu        | 13   | 10 | 4 | 0 | 6 | 13 | 14 | −1   |                                            |
| 9    | Real de Arteaga        | 13   | 10 | 4 | 0 | 6 | 8  | 13 | −5   |                                            |
| 10   | Escorpiones            | 11   | 10 | 3 | 1 | 6 | 18 | 24 | −6   |                                            |
| 11   | Leviatán               | 2    | 10 | 0 | 1 | 9 | 5  | 23 | −18  |                                            |

Actualizado a los partidos jugados el 23 de octubre de 2022.
 Fuente: Liga Premier FMF
Criterios de clasificación: Puntos · Diferencia de goles · Goles a favor · Cociente

#### Evolución de la clasificación
Fecha de actualización: 21 de octubre de 2022 
| Equipo / Jornada  | 01 | 02  | 03 | 04 | 05 | 06 | 07 | 08 | 09 | 10 | 11 |
| ----------------- | -- | --- | -- | -- | -- | -- | -- | -- | -- | -- | -- |
| Pachuca           | 3  | 5   | 1  | 1  | 1  | 1  | 1  | 1  | 1  | 1  | 1  |
| Cafetaleros       | 9  | 8*  | 5  | 5  | 2  | 3  | 3  | 2  | 2  | 2  | 2  |
| Sporting Canamy   | 1  | 1   | 3  | 2  | 4  | 8  | 8  | 4  | 4  | 3  | 3  |
| Montañeses        | 6  | 3   | 6  | 8  | 6  | 7  | 9  | 5  | 5  | 6  | 4  |
| Inter Playa       | 2  | 4*  | 4  | 4  | 7  | 5  | 6  | 9  | 10 | 7  | 5  |
| Deportiva Venados | 5  | 7   | 8* | 7* | 3  | 2  | 2  | 3  | 3  | 4  | 6  |
| Yalmakan          | 7  | 11  | 11 | 9  | 9  | 6  | 7  | 10 | 6  | 5  | 7  |
| Dongu             | 8  | 9   | 9  | 10 | 11 | 10 | 10 | 8  | 9  | 10 | 8  |
| Real Arteaga      | 4  | 6*  | 7* | 6* | 8  | 4  | 5  | 7  | 8  | 9  | 9  |
| Escorpiones       | 10 | 2   | 2  | 3  | 5  | 9  | 4  | 6  | 7  | 8  | 10 |
| Leviatán          | 11 | 10* | 10 | 11 | 10 | 11 | 11 | 11 | 11 | 11 | 11 |

- #: Indica la posición del equipo en su jornada de descanso.
- * Indica la posición del equipo con un partido pendiente.

## Liguilla

### Liguilla de Ascenso
|  | Cuartos de final                           | Cuartos de final                           | Cuartos de final                           | Cuartos de final                           | Cuartos de final                           |   |   | Semifinales                                  | Semifinales                                  | Semifinales                                  | Semifinales                                  | Semifinales                                  |  |   | Final                                          | Final                                          | Final                                          | Final                                          | Final                                          |  |
|  | 26 de octubre (ida) 29 de octubre (vuelta) | 26 de octubre (ida) 29 de octubre (vuelta) | 26 de octubre (ida) 29 de octubre (vuelta) | 26 de octubre (ida) 29 de octubre (vuelta) | 26 de octubre (ida) 29 de octubre (vuelta) |   |   | 2 de noviembre (ida) 5 de noviembre (vuelta) | 2 de noviembre (ida) 5 de noviembre (vuelta) | 2 de noviembre (ida) 5 de noviembre (vuelta) | 2 de noviembre (ida) 5 de noviembre (vuelta) | 2 de noviembre (ida) 5 de noviembre (vuelta) |  |   | 10 de noviembre (ida) 13 de noviembre (vuelta) | 10 de noviembre (ida) 13 de noviembre (vuelta) | 10 de noviembre (ida) 13 de noviembre (vuelta) | 10 de noviembre (ida) 13 de noviembre (vuelta) | 10 de noviembre (ida) 13 de noviembre (vuelta) |  |
|  |                                            |                                            |                                            |                                            |                                            |   |   |                                              |                                              |                                              |                                              |                                              |  |   |                                                |                                                |                                                |                                                |                                                |  |
|  |                                            |                                            |                                            |                                            |                                            |   |   |                                              |                                              |                                              |                                              |                                              |  |   |                                                |                                                |                                                |                                                |                                                |  |
|  | 1                                          | Tampico Madero                             | 3                                          | 3                                          | 6                                          |   |   |                                              |                                              |                                              |                                              |                                              |  |   |                                                |                                                |                                                |                                                |                                                |  |
|  | 1                                          | Tampico Madero                             | 3                                          | 3                                          | 6                                          |   |   |                                              |                                              |                                              |                                              |                                              |  |   |                                                |                                                |                                                |                                                |                                                |  |
|  | 11                                         | Sporting Canamy                            | 2                                          | 1                                          | 3                                          |   |   |                                              |                                              |                                              |                                              |                                              |  |   |                                                |                                                |                                                |                                                |                                                |  |
|  | 11                                         | Sporting Canamy                            | 2                                          | 1                                          | 3                                          |   | 1 | Tampico Madero                               | 0                                            | 3                                            | 3                                            |                                              |  |   |                                                |                                                |                                                |                                                |                                                |  |
|  |                                            |                                            |                                            |                                            |                                            |   | 1 | Tampico Madero                               | 0                                            | 3                                            | 3                                            |                                              |  |   |                                                |                                                |                                                |                                                |                                                |  |
|  |                                            |                                            | 6                                          | Chihuahua F.C.                             | 0                                          | 2 | 2 |                                              |                                              |                                              |                                              |                                              |  |   |                                                |                                                |                                                |                                                |                                                |  |
|  | 3                                          | Los Cabos United                           | 6                                          | Chihuahua F.C.                             | 0                                          | 2 | 2 | 0                                            | 2                                            | 2                                            |                                              |                                              |  |   |                                                |                                                |                                                |                                                |                                                |  |
|  | 3                                          | Los Cabos United                           |                                            |                                            |                                            |   |   |                                              |                                              | 2                                            |                                              |                                              |  |   |                                                |                                                |                                                |                                                |                                                |  |
|  | 6                                          | Chihuahua F.C.                             | 2                                          | 1                                          | 3                                          |   |   |                                              |                                              |                                              |                                              |                                              |  |   |                                                |                                                |                                                |                                                |                                                |  |
|  | 6                                          | Chihuahua F.C.                             | 2                                          | 1                                          | 3                                          |   |   |                                              |                                              |                                              |                                              |                                              |  | 1 | Tampico Madero                                 | 1                                              | 1                                              | 2                                              |                                                |  |
|  |                                            |                                            |                                            |                                            |                                            |   |   |                                              |                                              |                                              |                                              |                                              |  | 1 | Tampico Madero                                 | 1                                              | 1                                              | 2                                              |                                                |  |
|  |                                            |                                            | 2                                          | UAZ                                        | 3                                          | 0 | 3 |                                              |                                              |                                              |                                              |                                              |  |   |                                                |                                                |                                                |                                                |                                                |  |
|  | 2                                          | UAZ                                        | 2                                          | UAZ                                        | 3                                          | 0 | 3 | 1                                            | 3                                            | 4                                            |                                              |                                              |  |   |                                                |                                                |                                                |                                                |                                                |  |
|  | 2                                          | UAZ                                        |                                            |                                            |                                            |   |   |                                              |                                              | 4                                            |                                              |                                              |  |   |                                                |                                                |                                                |                                                |                                                |  |
|  | 8                                          | Aguacateros CDU                            | 1                                          | 0                                          | 1                                          |   |   |                                              |                                              |                                              |                                              |                                              |  |   |                                                |                                                |                                                |                                                |                                                |  |
|  | 8                                          | Aguacateros CDU                            | 1                                          | 0                                          | 1                                          |   | 2 | UAZ                                          | 2                                            | 5                                            | 7                                            |                                              |  |   |                                                |                                                |                                                |                                                |                                                |  |
|  |                                            |                                            |                                            |                                            |                                            |   | 2 | UAZ                                          | 2                                            | 5                                            | 7                                            |                                              |  |   |                                                |                                                |                                                |                                                |                                                |  |
|  |                                            |                                            | 4                                          | Cafetaleros de Chiapas                     | 1                                          | 2 | 3 |                                              |                                              |                                              |                                              |                                              |  |   |                                                |                                                |                                                |                                                |                                                |  |
|  | 4                                          | Cafetaleros de Chiapas                     | 4                                          | Cafetaleros de Chiapas                     | 1                                          | 2 | 3 | 1                                            | 3                                            | 4                                            |                                              |                                              |  |   |                                                |                                                |                                                |                                                |                                                |  |
|  | 4                                          | Cafetaleros de Chiapas                     |                                            |                                            |                                            |   |   |                                              |                                              | 4                                            |                                              |                                              |  |   |                                                |                                                |                                                |                                                |                                                |  |
|  | 5                                          | La Piedad                                  | 0                                          | 1                                          | 1                                          |   |   |                                              |                                              |                                              |                                              |                                              |  |   |                                                |                                                |                                                |                                                |                                                |  |
|  | 5                                          | La Piedad                                  | 0                                          | 1                                          | 1                                          |   |   |                                              |                                              |                                              |                                              |                                              |  |   |                                                |                                                |                                                |                                                |                                                |  |
|  |                                            |                                            |                                            |                                            |                                            |   |   |                                              |                                              |                                              |                                              |                                              |  |   |                                                |                                                |                                                |                                                |                                                |  |

#### Cuartos de final
| 26 de octubre de 2022 | Sporting Canamy                 | 2:3 (0:2) | Tampico Madero                    | Estadio Centro Vacacional IMSS, Oaxtepec, Morelos             |                                                               |
| 16:00 (UTC -5)        | S. González 48' · D. Berrio 83' | Reporte   | 21' A. García · 24', 73' A. Ramos | Asistencia: 300 espectadores Árbitro(s): Alfredo Huerta López | Asistencia: 300 espectadores Árbitro(s): Alfredo Huerta López |

| 29 de octubre de 2022                         | Tampico Madero                            | 3:1 (2:1) (Global 6:3) | Sporting Canamy | Estadio Tamaulipas, Tampico Madero, Tamaulipas                                |                                                                               |
| 20:00 (UTC -5)                                | D. Ochoa 8' · J. Rada 37' · A. García 84' | Reporte                | 35' P. Galícia  | Asistencia: 12 000 espectadores Árbitro(s): Enrique Augusto Ramírez Gutiérrez | Asistencia: 12 000 espectadores Árbitro(s): Enrique Augusto Ramírez Gutiérrez |
| Tampico Madero avanza a seminales. Global 6:3 |                                           |                        |                 |                                                                               |                                                                               |

| 26 de octubre de 2022 | La Piedad | 0:1 (0:0) | Cafetaleros de Chiapas | Estadio Juan Nepomuceno López, La Piedad, Michoacán              |                                                                  |
| 20:00 (UTC -5)        |           | Reporte   | 80' S. Almeida         | Asistencia: 7 811 espectadores Árbitro(s): Adrián Chafino García | Asistencia: 7 811 espectadores Árbitro(s): Adrián Chafino García |

| 29 de octubre de 2022                        | Cafetaleros de Chiapas               | 3:1 (2:0) (Global 4:1) | La Piedad     | Estadio Víctor Manuel Reyna, Tuxtla Gutiérrez, Chiapas                   |                                                                          |
| 19:00 (UTC -5)                               | K. Calderón 25', 85' · L. Alonso 32' | Reporte                | 61' P. Villar | Asistencia: 4 254 espectadores Árbitro(s): Jesús Enrique Herrera Armenta | Asistencia: 4 254 espectadores Árbitro(s): Jesús Enrique Herrera Armenta |
| Cafetaleros avanza a semifinales. Global 4:1 |                                      |                        |               |                                                                          |                                                                          |

| 26 de octubre de 2022 | Aguacateros CDU | 1:1 (1:1) | UAZ          | Unidad Deportiva Hermanos López Rayón, Uruapan, Michoacán                |                                                                          |
| 16:00 (UTC -5)        | J. Carrillo 32' | Reporte   | 44' D. Villa | Asistencia: 1 000 espectadores Árbitro(s): Diego Gilberto Gurrea Mendoza | Asistencia: 1 000 espectadores Árbitro(s): Diego Gilberto Gurrea Mendoza |

| 29 de octubre de 2022                                                          | UAZ                                             | 3:0 (1:0) (Global 4:1) | Aguacateros CDU | Estadio Carlos Vega Villalba, Zacatecas, Zacatecas               |                                                                  |
| 16:00 (UTC -5)                                                                 | D. Villa 20' · C. García 62' · E. Ruvalcaba 91' | Reporte                |                 | Asistencia: 400 espectadores Árbitro(s): Jorge Carlos Ortiz León | Asistencia: 400 espectadores Árbitro(s): Jorge Carlos Ortiz León |
| Tuzos de la Universidad Autónoma de Zacatecas avanza a semifinales. Global 4:1 |                                                 |                        |                 |                                                                  |                                                                  |

| 26 de octubre de 2022 | Chihuahua F.C.            | 2:0 (0:0) | Los Cabos United | Estadio Olímpico UACH, Chihuahua, Chihuahua                             |                                                                         |
| 20:00 (UTC -6)        | A. García 56', 74' (pen.) | Reporte   |                  | Asistencia: 7 600 espectadores Árbitro(s): Julián Alejandro Duarte Peña | Asistencia: 7 600 espectadores Árbitro(s): Julián Alejandro Duarte Peña |

| 29 de octubre de 2022                      | Los Cabos United                | 2:1 (0:0) (Global 2:3) | Chihuahua F.C. | Complejo Deportivo Don Koll, Cabo San Lucas, Baja California Sur          |                                                                           |
| 20:00 (UTC -6)                             | A. Andrade 69' · J. Jiménez 90' | Reporte                | 87' A. Juárez  | Asistencia: 2 000 espectadores Árbitro(s): Mauricio Eleazar López Sánchez | Asistencia: 2 000 espectadores Árbitro(s): Mauricio Eleazar López Sánchez |
| Chihuahua avanza a semifinales. Global 2:3 |                                 |                        |                |                                                                           |                                                                           |

#### Semifinales
| 2 de noviembre de 2022 | Chihuahua F.C. | 0:0 (0:0) | Tampico Madero | Estadio Olímpico UACH, Chihuahua, Chihuahua                       |                                                                   |
| 20:00 (UTC -6)         |                | Reporte   |                | Asistencia: 10 000 espectadores Árbitro(s): Adrián Chafino García | Asistencia: 10 000 espectadores Árbitro(s): Adrián Chafino García |

| 5 de noviembre de 2022                       | Tampico Madero                                   | 3:2 (1:1) (Global 3:2) | Chihuahua F.C.                 | Estadio Tamaulipas, Tampico Madero, Tamaulipas                            |                                                                           |
| 20:00 (UTC -6)                               | J. Miranda 35' · A. Ramos 52' · A. Hérnandez 64' | Reporte                | 5' D. Gama · 86' B. Sartiaguin | Asistencia: 13 000 espectadores Árbitro(s): Jesús Enrique Herrera Armenta | Asistencia: 13 000 espectadores Árbitro(s): Jesús Enrique Herrera Armenta |
| Tampico Madero avanza a la final. Global 3:2 |                                                  |                        |                                |                                                                           |                                                                           |

| 2 de noviembre de 2022 | Cafetaleros de Chiapas | 1:2 (1:0) | UAZ                          | Estadio Víctor Manuel Reyna, Tuxtla Gutiérrez, Chiapas                       |                                                                              |
| 20:00 (UTC -6)         | K. Calderón 30'        | Reporte   | 63' D. Villa · 76' J. Torres | Asistencia: 4 782 espectadores Árbitro(s): Enrique Augusto Ramírez Gutiérrez | Asistencia: 4 782 espectadores Árbitro(s): Enrique Augusto Ramírez Gutiérrez |

| 5 de noviembre de 2022            | UAZ                                                   | 5:2 (4:0) (Global 7:3) | Cafetaleros de Chiapas | Estadio Carlos Vega Villalba, Zacatecas, Zacatecas                        |                                                                           |
| 15:30 (UTC -6)                    | A. Bernal 5', 40' · J. Torres 20', 32' · C. López 74' | Reporte                | 58', 72' M. Abundis    | Asistencia: 2 000 espectadores Árbitro(s): Mauricio Eleazar López Sánchez | Asistencia: 2 000 espectadores Árbitro(s): Mauricio Eleazar López Sánchez |
| UAZ avanzó a la Final. Global 7:3 |                                                       |                        |                        |                                                                           |                                                                           |

#### Final
| 10 de noviembre de 2022 | UAZ                                          | 3:1 (2:1) | Tampico Madero | Estadio Carlos Vega Villalba, Zacatecas, Zacatecas                       |                                                                          |
| 19:00 (UTC -6)          | A. Aguilar 5' · D. Villa 27' · A. Bernal 77' | Reporte   | 13' J. Miranda | Asistencia: 8 000 espectadores Árbitro(s): Jesús Enrique Herrera Armenta | Asistencia: 8 000 espectadores Árbitro(s): Jesús Enrique Herrera Armenta |

| 13 de noviembre de 2022                          | Tampico Madero | 1:0 (0:0) (Global 2:3) | UAZ | Estadio Tamaulipas, Tampico Madero, Tamaulipas                                |                                                                               |
| 17:00 (UTC -6)                                   | 69' J. Ramos   | Reporte                |     | Asistencia: 20 000 espectadores Árbitro(s): Enrique Augusto Ramírez Gutiérrez | Asistencia: 20 000 espectadores Árbitro(s): Enrique Augusto Ramírez Gutiérrez |
| UAZ campeón del Torneo Apertura 2022. Global 3-2 |                |                        |     |                                                                               |                                                                               |

##### Final - Ida
| 1     | POR   | Rodrigo Ortega  |     |
| 3     | DEF   | César Hinojosa  |     |
| 13    | DEF   | Jovani Sandoval |     |
| 21    | DEF   | Aldo Aguilar    |     |
| 23    | DEF   | Carlos García   |     |
| 7     | MED   | José Pinedo     |     |
| 8     | MED   | Sergio Flores   | 86' |
| 10    | MED   | Denilson Villa  |     |
| 17    | MED   | Juan Torres     | 86' |
| 18    | DEL   | Jared Torres    | 86' |
| 28    | DEL   | Armando Bernal  | 86' |
| D. T. | D. T. | Rubén Hernández |     |

| 12    | POR   | Alan Flores        |     |
| 4     | DEF   | Anwar Hernández    |     |
| 21    | DEF   | David Oteo         |     |
| 24    | DEF   | Jesús Hernández    |     |
| 32    | DEF   | Josué Hernández    |     |
| 6     | MED   | Jesús Moreno       |     |
| 19    | MED   | Francisco Martínez | 57' |
| 33    | MED   | José Ramos         | 45' |
| 9     | DEL   | Jhon Miranda       |     |
| 10    | DEL   | Alan Ramos         | 81' |
| 26    | DEL   | Alberto García     | 45' |
| D. T. | D. T. | Gaston Obledo      |     |

| 9  | DEL | Emiliano Ruvalcaba | 86' |
| 11 | DEL | Luis Maldonado     | 86' |
| 19 | DEL | Carlos López       | 86' |
| 14 | MED | Mario Goytia       | 86' |

| 27 | DEL | Luis Aquino    | 45' |
| 7  | MED | José Vázquez   | 45' |
| 15 | MED | Omar Vidaña    | 57' |
| 2  | DEF | Jaime González | 81' |

| 5' · 27' · 77' | Aldo Aguilar Denilson Villa Armando Bernal | 1:0 2:1 3:1 |

| 13' | Jhon Miranda | 1:1 |

| 49' · 76' · 80' | Juan Torres Denilson Villa José Pinedo |

| 31' · 44' · 80' · 82' | Anwar Hernández José Ramos José Vázquez Daniel Elizondo |

| Principal  | Jesús Enrique Herrera Armenta |
| Asistentes | Alejandro Rodríguez Lares     |
|            | Erik Morales Hernández        |
| Cuarto     | Oscar Yair Toledo Pineda      |

|                    |     |     |
| Tiros a puerta     | 6   | 9   |
| Faltas             | 12  | 9   |
| Saques de esquina  | 2   | 3   |
| Posesión del balón | 46% | 54% |

| Alineación inicial |

| 1     | POR   | Rodrigo Ortega  |     |
| 3     | DEF   | César Hinojosa  |     |
| 13    | DEF   | Jovani Sandoval |     |
| 21    | DEF   | Aldo Aguilar    |     |
| 23    | DEF   | Carlos García   |     |
| 7     | MED   | José Pinedo     |     |
| 8     | MED   | Sergio Flores   | 86' |
| 10    | MED   | Denilson Villa  |     |
| 17    | MED   | Juan Torres     | 86' |
| 18    | DEL   | Jared Torres    | 86' |
| 28    | DEL   | Armando Bernal  | 86' |
| D. T. | D. T. | Rubén Hernández |     |

| 12    | POR   | Alan Flores        |     |
| 4     | DEF   | Anwar Hernández    |     |
| 21    | DEF   | David Oteo         |     |
| 24    | DEF   | Jesús Hernández    |     |
| 32    | DEF   | Josué Hernández    |     |
| 6     | MED   | Jesús Moreno       |     |
| 19    | MED   | Francisco Martínez | 57' |
| 33    | MED   | José Ramos         | 45' |
| 9     | DEL   | Jhon Miranda       |     |
| 10    | DEL   | Alan Ramos         | 81' |
| 26    | DEL   | Alberto García     | 45' |
| D. T. | D. T. | Gaston Obledo      |     |

| 9  | DEL | Emiliano Ruvalcaba | 86' |
| 11 | DEL | Luis Maldonado     | 86' |
| 19 | DEL | Carlos López       | 86' |
| 14 | MED | Mario Goytia       | 86' |

| 27 | DEL | Luis Aquino    | 45' |
| 7  | MED | José Vázquez   | 45' |
| 15 | MED | Omar Vidaña    | 57' |
| 2  | DEF | Jaime González | 81' |

| 5' · 27' · 77' | Aldo Aguilar Denilson Villa Armando Bernal | 1:0 2:1 3:1 |

| 13' | Jhon Miranda | 1:1 |

| 49' · 76' · 80' | Juan Torres Denilson Villa José Pinedo |

| 31' · 44' · 80' · 82' | Anwar Hernández José Ramos José Vázquez Daniel Elizondo |

| Principal  | Jesús Enrique Herrera Armenta |
| Asistentes | Alejandro Rodríguez Lares     |
|            | Erik Morales Hernández        |
| Cuarto     | Oscar Yair Toledo Pineda      |

|                    |     |     |
| Tiros a puerta     | 6   | 9   |
| Faltas             | 12  | 9   |
| Saques de esquina  | 2   | 3   |
| Posesión del balón | 46% | 54% |

| Alineación inicial |

| 1     | POR   | Rodrigo Ortega  |     |
| 3     | DEF   | César Hinojosa  |     |
| 13    | DEF   | Jovani Sandoval |     |
| 21    | DEF   | Aldo Aguilar    |     |
| 23    | DEF   | Carlos García   |     |
| 7     | MED   | José Pinedo     |     |
| 8     | MED   | Sergio Flores   | 86' |
| 10    | MED   | Denilson Villa  |     |
| 17    | MED   | Juan Torres     | 86' |
| 18    | DEL   | Jared Torres    | 86' |
| 28    | DEL   | Armando Bernal  | 86' |
| D. T. | D. T. | Rubén Hernández |     |

| 12    | POR   | Alan Flores        |     |
| 4     | DEF   | Anwar Hernández    |     |
| 21    | DEF   | David Oteo         |     |
| 24    | DEF   | Jesús Hernández    |     |
| 32    | DEF   | Josué Hernández    |     |
| 6     | MED   | Jesús Moreno       |     |
| 19    | MED   | Francisco Martínez | 57' |
| 33    | MED   | José Ramos         | 45' |
| 9     | DEL   | Jhon Miranda       |     |
| 10    | DEL   | Alan Ramos         | 81' |
| 26    | DEL   | Alberto García     | 45' |
| D. T. | D. T. | Gaston Obledo      |     |

| 9  | DEL | Emiliano Ruvalcaba | 86' |
| 11 | DEL | Luis Maldonado     | 86' |
| 19 | DEL | Carlos López       | 86' |
| 14 | MED | Mario Goytia       | 86' |

| 27 | DEL | Luis Aquino    | 45' |
| 7  | MED | José Vázquez   | 45' |
| 15 | MED | Omar Vidaña    | 57' |
| 2  | DEF | Jaime González | 81' |

| 5' · 27' · 77' | Aldo Aguilar Denilson Villa Armando Bernal | 1:0 2:1 3:1 |

| 13' | Jhon Miranda | 1:1 |

| 49' · 76' · 80' | Juan Torres Denilson Villa José Pinedo |

| 31' · 44' · 80' · 82' | Anwar Hernández José Ramos José Vázquez Daniel Elizondo |

| Principal  | Jesús Enrique Herrera Armenta |
| Asistentes | Alejandro Rodríguez Lares     |
|            | Erik Morales Hernández        |
| Cuarto     | Oscar Yair Toledo Pineda      |

|                    |     |     |
| Tiros a puerta     | 6   | 9   |
| Faltas             | 12  | 9   |
| Saques de esquina  | 2   | 3   |
| Posesión del balón | 46% | 54% |

| Alineación inicial |

| 1     | POR   | Rodrigo Ortega  |     |
| 3     | DEF   | César Hinojosa  |     |
| 13    | DEF   | Jovani Sandoval |     |
| 21    | DEF   | Aldo Aguilar    |     |
| 23    | DEF   | Carlos García   |     |
| 7     | MED   | José Pinedo     |     |
| 8     | MED   | Sergio Flores   | 86' |
| 10    | MED   | Denilson Villa  |     |
| 17    | MED   | Juan Torres     | 86' |
| 18    | DEL   | Jared Torres    | 86' |
| 28    | DEL   | Armando Bernal  | 86' |
| D. T. | D. T. | Rubén Hernández |     |

| 12    | POR   | Alan Flores        |     |
| 4     | DEF   | Anwar Hernández    |     |
| 21    | DEF   | David Oteo         |     |
| 24    | DEF   | Jesús Hernández    |     |
| 32    | DEF   | Josué Hernández    |     |
| 6     | MED   | Jesús Moreno       |     |
| 19    | MED   | Francisco Martínez | 57' |
| 33    | MED   | José Ramos         | 45' |
| 9     | DEL   | Jhon Miranda       |     |
| 10    | DEL   | Alan Ramos         | 81' |
| 26    | DEL   | Alberto García     | 45' |
| D. T. | D. T. | Gaston Obledo      |     |

| 9  | DEL | Emiliano Ruvalcaba | 86' |
| 11 | DEL | Luis Maldonado     | 86' |
| 19 | DEL | Carlos López       | 86' |
| 14 | MED | Mario Goytia       | 86' |

| 27 | DEL | Luis Aquino    | 45' |
| 7  | MED | José Vázquez   | 45' |
| 15 | MED | Omar Vidaña    | 57' |
| 2  | DEF | Jaime González | 81' |

| 5' · 27' · 77' | Aldo Aguilar Denilson Villa Armando Bernal | 1:0 2:1 3:1 |

| 13' | Jhon Miranda | 1:1 |

| 49' · 76' · 80' | Juan Torres Denilson Villa José Pinedo |

| 31' · 44' · 80' · 82' | Anwar Hernández José Ramos José Vázquez Daniel Elizondo |

| Principal  | Jesús Enrique Herrera Armenta |
| Asistentes | Alejandro Rodríguez Lares     |
|            | Erik Morales Hernández        |
| Cuarto     | Oscar Yair Toledo Pineda      |

|                    |     |     |
| Tiros a puerta     | 6   | 9   |
| Faltas             | 12  | 9   |
| Saques de esquina  | 2   | 3   |
| Posesión del balón | 46% | 54% |

| Alineación inicial |

##### Final - Vuelta
| 18 | POR | Marco Millán    |     |
| 4  | DEF | Anwar Hernández |     |
| 21 | DEF | David Oteo      |     |
| 24 | DEF | Jesús Hernández | 89' |
| 32 | DEF | Josué Hernández | 89' |
| 6  | MED | Jesús Moreno    |     |
| 7  | MED | José Vázquez    | 59' |
| 8  | MED | Benjamín Muñoz  | 66' |
| 9  | DEL | Jhon Miranda    |     |
| 10 | DEL | Alan Ramos      |     |
| 27 | DEL | Luis Aquino     | 59' |

| 1  | POR | Rodrigo Ortega  |     |
| 3  | DEF | César Hinojosa  |     |
| 13 | DEF | Jovani Sandoval |     |
| 21 | DEF | Aldo Aguilar    |     |
| 23 | DEF | Carlos García   |     |
| 7  | MED | José Pinedo     |     |
| 8  | MED | Sergio Flores   | 84' |
| 10 | MED | Denilson Villa  |     |
| 17 | MED | Alfonso Torres  |     |
| 18 | DEL | Jared Torres    | 73' |
| 28 | DEL | Armando Bernal  | 84' |

| 15 | MED | Omar Vidaña    | 59' |
| 26 | DEL | Alberto García | 59' |
| 33 | MED | José Ramos 89' | 66' |
| 23 | DEL | Jesús Vázquez  | 89' |
| 7  | MED | José Vázquez   | 89' |

| 87 | DEL | Mauricio González  | 73' |
| 9  | DEL | Emiliano Ruvalcaba | 84' |
| 14 | MED | Mario Goytia       | 84' |

| 69' | José Ramos | 1:0 |

| 31' · 34' · 45' · 55' | Benjamín Muñoz Luis Aquino Alberto García Josué Hernández |

| 4' · 68' · 76' · 88' | José Pinedo Jovani Sandoval Mauricio González Aldo Aguilar |

| Principal  | Enrique Augusto Ramírez Gutiérrez |
| Asistentes | Carlos Antonio Aldrete Jimenez    |
|            | José Alfredo Jaramillo Gutiérrez  |
| Cuarto     | Mauricio Eleazar López Sánchez    |

| Alineación inicial |

| 18 | POR | Marco Millán    |     |
| 4  | DEF | Anwar Hernández |     |
| 21 | DEF | David Oteo      |     |
| 24 | DEF | Jesús Hernández | 89' |
| 32 | DEF | Josué Hernández | 89' |
| 6  | MED | Jesús Moreno    |     |
| 7  | MED | José Vázquez    | 59' |
| 8  | MED | Benjamín Muñoz  | 66' |
| 9  | DEL | Jhon Miranda    |     |
| 10 | DEL | Alan Ramos      |     |
| 27 | DEL | Luis Aquino     | 59' |

| 1  | POR | Rodrigo Ortega  |     |
| 3  | DEF | César Hinojosa  |     |
| 13 | DEF | Jovani Sandoval |     |
| 21 | DEF | Aldo Aguilar    |     |
| 23 | DEF | Carlos García   |     |
| 7  | MED | José Pinedo     |     |
| 8  | MED | Sergio Flores   | 84' |
| 10 | MED | Denilson Villa  |     |
| 17 | MED | Alfonso Torres  |     |
| 18 | DEL | Jared Torres    | 73' |
| 28 | DEL | Armando Bernal  | 84' |

| 15 | MED | Omar Vidaña    | 59' |
| 26 | DEL | Alberto García | 59' |
| 33 | MED | José Ramos 89' | 66' |
| 23 | DEL | Jesús Vázquez  | 89' |
| 7  | MED | José Vázquez   | 89' |

| 87 | DEL | Mauricio González  | 73' |
| 9  | DEL | Emiliano Ruvalcaba | 84' |
| 14 | MED | Mario Goytia       | 84' |

| 69' | José Ramos | 1:0 |

| 31' · 34' · 45' · 55' | Benjamín Muñoz Luis Aquino Alberto García Josué Hernández |

| 4' · 68' · 76' · 88' | José Pinedo Jovani Sandoval Mauricio González Aldo Aguilar |

| Principal  | Enrique Augusto Ramírez Gutiérrez |
| Asistentes | Carlos Antonio Aldrete Jimenez    |
|            | José Alfredo Jaramillo Gutiérrez  |
| Cuarto     | Mauricio Eleazar López Sánchez    |

| Alineación inicial |

| 18 | POR | Marco Millán    |     |
| 4  | DEF | Anwar Hernández |     |
| 21 | DEF | David Oteo      |     |
| 24 | DEF | Jesús Hernández | 89' |
| 32 | DEF | Josué Hernández | 89' |
| 6  | MED | Jesús Moreno    |     |
| 7  | MED | José Vázquez    | 59' |
| 8  | MED | Benjamín Muñoz  | 66' |
| 9  | DEL | Jhon Miranda    |     |
| 10 | DEL | Alan Ramos      |     |
| 27 | DEL | Luis Aquino     | 59' |

| 1  | POR | Rodrigo Ortega  |     |
| 3  | DEF | César Hinojosa  |     |
| 13 | DEF | Jovani Sandoval |     |
| 21 | DEF | Aldo Aguilar    |     |
| 23 | DEF | Carlos García   |     |
| 7  | MED | José Pinedo     |     |
| 8  | MED | Sergio Flores   | 84' |
| 10 | MED | Denilson Villa  |     |
| 17 | MED | Alfonso Torres  |     |
| 18 | DEL | Jared Torres    | 73' |
| 28 | DEL | Armando Bernal  | 84' |

| 15 | MED | Omar Vidaña    | 59' |
| 26 | DEL | Alberto García | 59' |
| 33 | MED | José Ramos 89' | 66' |
| 23 | DEL | Jesús Vázquez  | 89' |
| 7  | MED | José Vázquez   | 89' |

| 87 | DEL | Mauricio González  | 73' |
| 9  | DEL | Emiliano Ruvalcaba | 84' |
| 14 | MED | Mario Goytia       | 84' |

| 69' | José Ramos | 1:0 |

| 31' · 34' · 45' · 55' | Benjamín Muñoz Luis Aquino Alberto García Josué Hernández |

| 4' · 68' · 76' · 88' | José Pinedo Jovani Sandoval Mauricio González Aldo Aguilar |

| Principal  | Enrique Augusto Ramírez Gutiérrez |
| Asistentes | Carlos Antonio Aldrete Jimenez    |
|            | José Alfredo Jaramillo Gutiérrez  |
| Cuarto     | Mauricio Eleazar López Sánchez    |

| Alineación inicial |

| 18 | POR | Marco Millán    |     |
| 4  | DEF | Anwar Hernández |     |
| 21 | DEF | David Oteo      |     |
| 24 | DEF | Jesús Hernández | 89' |
| 32 | DEF | Josué Hernández | 89' |
| 6  | MED | Jesús Moreno    |     |
| 7  | MED | José Vázquez    | 59' |
| 8  | MED | Benjamín Muñoz  | 66' |
| 9  | DEL | Jhon Miranda    |     |
| 10 | DEL | Alan Ramos      |     |
| 27 | DEL | Luis Aquino     | 59' |

| 1  | POR | Rodrigo Ortega  |     |
| 3  | DEF | César Hinojosa  |     |
| 13 | DEF | Jovani Sandoval |     |
| 21 | DEF | Aldo Aguilar    |     |
| 23 | DEF | Carlos García   |     |
| 7  | MED | José Pinedo     |     |
| 8  | MED | Sergio Flores   | 84' |
| 10 | MED | Denilson Villa  |     |
| 17 | MED | Alfonso Torres  |     |
| 18 | DEL | Jared Torres    | 73' |
| 28 | DEL | Armando Bernal  | 84' |

| 15 | MED | Omar Vidaña    | 59' |
| 26 | DEL | Alberto García | 59' |
| 33 | MED | José Ramos 89' | 66' |
| 23 | DEL | Jesús Vázquez  | 89' |
| 7  | MED | José Vázquez   | 89' |

| 87 | DEL | Mauricio González  | 73' |
| 9  | DEL | Emiliano Ruvalcaba | 84' |
| 14 | MED | Mario Goytia       | 84' |

| 69' | José Ramos | 1:0 |

| 31' · 34' · 45' · 55' | Benjamín Muñoz Luis Aquino Alberto García Josué Hernández |

| 4' · 68' · 76' · 88' | José Pinedo Jovani Sandoval Mauricio González Aldo Aguilar |

| Principal  | Enrique Augusto Ramírez Gutiérrez |
| Asistentes | Carlos Antonio Aldrete Jimenez    |
|            | José Alfredo Jaramillo Gutiérrez  |
| Cuarto     | Mauricio Eleazar López Sánchez    |

| Alineación inicial |

| Campeón Apertura 2022 |
| --------------------- |
|                       |
| UAZ                   |
| 1° Título             |

### Liguilla de Filiales
|  | Semifinales                                     | Semifinales                                     | Semifinales                                     | Semifinales                                     |   |   | Final                                        | Final                                        | Final                                        | Final                                        |  |
|  | 27 de octubre (ida) 30 y 31 de octubre (vuelta) | 27 de octubre (ida) 30 y 31 de octubre (vuelta) | 27 de octubre (ida) 30 y 31 de octubre (vuelta) | 27 de octubre (ida) 30 y 31 de octubre (vuelta) |   |   | 3 de noviembre (ida) 6 de noviembre (vuelta) | 3 de noviembre (ida) 6 de noviembre (vuelta) | 3 de noviembre (ida) 6 de noviembre (vuelta) | 3 de noviembre (ida) 6 de noviembre (vuelta) |  |
|  |                                                 |                                                 |                                                 |                                                 |   |   |                                              |                                              |                                              |                                              |  |
|  |                                                 |                                                 |                                                 |                                                 |   |   |                                              |                                              |                                              |                                              |  |
|  | 1                                               | Pachuca "B"                                     | 4                                               | 4                                               |   |   |                                              |                                              |                                              |                                              |  |
|  | 1                                               | Pachuca "B"                                     | 4                                               | 4                                               |   |   |                                              |                                              |                                              |                                              |  |
|  | 4                                               | Lobos ULMX                                      | 1                                               | 2                                               |   |   |                                              |                                              |                                              |                                              |  |
|  | 4                                               | Lobos ULMX                                      | 1                                               | 2                                               |   | 1 | Pachuca "B"                                  | 3                                            | 4                                            |                                              |  |
|  |                                                 |                                                 |                                                 |                                                 |   | 1 | Pachuca "B"                                  | 3                                            | 4                                            |                                              |  |
|  |                                                 |                                                 | 2                                               | Cimarrones "B"                                  | 3 | 0 |                                              |                                              |                                              |                                              |  |
|  | 2                                               | Cimarrones "B"                                  | 2                                               | Cimarrones "B"                                  | 3 | 0 | 3                                            | 0                                            |                                              |                                              |  |
|  | 2                                               | Cimarrones "B"                                  |                                                 |                                                 |   |   | 3                                            | 0                                            |                                              |                                              |  |
|  | 3                                               | Leones Negros "B"                               | 0                                               | 2                                               |   |   |                                              |                                              |                                              |                                              |  |
|  | 3                                               | Leones Negros "B"                               | 0                                               | 2                                               |   |   |                                              |                                              |                                              |                                              |  |
|  |                                                 |                                                 |                                                 |                                                 |   |   |                                              |                                              |                                              |                                              |  |

- Campeón de filiales clasifica a Copa Conecta

#### Semifinales
| 27 de octubre de 2022 | Lobos ULMX  | 1:4 (0:3) | Pachuca "B"                                                  | Estadio Miguel Alemán Valdés, Celaya, Guanajuato                   |                                                                    |
| 17:00 (UTC -5)        | J. Sosa 66' | Reporte   | 1' S. Gámez · 24' S. Aguayo · 45' O. González · 57' R. López | Asistencia: 200 espectadores Árbitro(s): Oscar Yahir Toledo Pineda | Asistencia: 200 espectadores Árbitro(s): Oscar Yahir Toledo Pineda |

| 31 de octubre de 2022                     | Pachuca "B"                             | 4:2 (2:0) (Global 8:3) | Lobos ULMX                    | Estadio Hidalgo, Pachuca, Hidalgo                                           |                                                                             |
| 12:00 (UTC -6)                            | O. González 2', 21' · S. Gámez 59', 83' | Reporte                | 61' J. Sosa · 74' M. González | Asistencia: 150 espectadores Árbitro(s): Rosario Guadalupe Cárdenas Morales | Asistencia: 150 espectadores Árbitro(s): Rosario Guadalupe Cárdenas Morales |
| Pachuca "B" avanzó a la Final. Global 8:3 |                                         |                        |                               |                                                                             |                                                                             |

| 27 de octubre de 2022 | Leones Negros "B" | 0:3 (0:1) | Cimarrones "B"                                    | Club Deportivo U. de G., Zapopan, Jalisco                              |                                                                        |
| 11:00 (UTC -5)        |                   | Reporte   | 1' A. Reyes · 56' E. Solórzano · 65' D. Hernández | Asistencia: 100 espectadores Árbitro(s): Marco Claudio Rodríguez Deras | Asistencia: 100 espectadores Árbitro(s): Marco Claudio Rodríguez Deras |

| 30 de octubre de 2022                    | Cimarrones "B" | 0:2 (0:0) (Global 3:2) | Leones Negros "B"            | Estadio Héroe de Nacozari, Hermosillo, Sonora             |                                                           |
| 15:30 (UTC -7)                           |                | Reporte                | 54' U. Meza · 80' J. Zazueta | Asistencia: 0 espectadores Árbitro(s): Rodrigo Ramos Romo | Asistencia: 0 espectadores Árbitro(s): Rodrigo Ramos Romo |
| Cimarrones avanza a la final. Global 3:2 |                |                        |                              |                                                           |                                                           |

#### Final
| 3 de noviembre de 2022 | Cimarrones "B"                                | 3:3 (3:2) | Pachuca "B"                            | Estadio Héroe de Nacozari, Hermosillo, Sonora               |                                                             |
| 18:00 (UTC -7)         | S. López 5' · C. Ortíz 18' · E. Solórzano 28' | Reporte   | 35', 39' B. González · 94' S. Medellín | Asistencia: 379 espectadores Árbitro(s): Rodrigo Ramos Romo | Asistencia: 379 espectadores Árbitro(s): Rodrigo Ramos Romo |

| 6 de noviembre de 2022                                               | Pachuca "B"                                                       | 4:0 (1:0) (Global 7:3) | Cimarrones "B" | Estadio Hidalgo, Pachuca, Hidalgo                                             |                                                                               |
| 12:00 (UTC -6)                                                       | P. Martínez 8' · D. Esqueda 48' · S. Aguayo 62' · S. Medellín 87' | Reporte                |                | Asistencia: 3 400 espectadores Árbitro(s): Rosario Guadalupe Cárdenas Morales | Asistencia: 3 400 espectadores Árbitro(s): Rosario Guadalupe Cárdenas Morales |
| Pachuca "B" campeón de Filiales del Torneo Apertura 2022. Global 7:3 |                                                                   |                        |                |                                                                               |                                                                               |

##### Final - Ida
| 22    | POR   | Marco Salazar      | 42' |
| 3     | DEF   | Salvador Manríquez | 83' |
| 82    | DEF   | Abraham Reyes      |     |
| 88    | DEF   | Gerardo Madrid     |     |
| 94    | DEF   | César Villegas     |     |
| 86    | MED   | Christian Martínez | 68' |
| 89    | MED   | Mario Domínguez    | 83' |
| 93    | MED   | Cristian Ortíz     |     |
| 111   | MED   | Pablo Garibay      |     |
| 97    | DEL   | Samuel López       |     |
| 100   | DEL   | Erick Solórzano    | 83' |
| D. T. | D. T. | Paolo Serrato      |     |

| 81    | POR   | Carlos Rodas       |     |
| 92    | DEF   | René López         |     |
| 93    | DEF   | Pedro Martínez     |     |
| 102   | DEF   | Diego Esqueda      | 89' |
| 183   | DEF   | Jorge Berlanga     |     |
| 35    | MED   | Bryan González     |     |
| 98    | MED   | Alan Bautista      |     |
| 103   | MED   | Sebastián Medellín |     |
| 110   | MED   | Owen González      | 75' |
| 87    | DEL   | Ángel Calzadilla   | 80' |
| 99    | DEL   | Sergio Aguayo      |     |
| D. T. | D. T. | Andrés Chitiva     |     |

| 84 | Guardameta     | Manuel Fimbres  | 42' |
| 99 | Delantero      | Jonathan Osuna  | 68' |
| 91 | Defensa        | Alejandro Díaz  | 83' |
| 82 | Delantero      | Daniel Enríquez | 83' |
| 85 | Centrocampista | Diego Hernández | 83' |

| 96  | Centrocampista | Esteban Escobedo | 75' |
| 107 | Delantero      | Sergio Gámez     | 80' |
| 192 | Defensa        | Jonathan Gámez   | 89' |

| 5' · 18' · 28' | Samuel López Cristian Ortíz Erick Solórzano | 1:0 2:0 3:0 |

| 35' · 39' · 94' | Bryan González Sebastián Medellín | 3:1 3:2 3:3 |

| 57' · 70' · 71' | Pablo Molina Manuel Fimbres Samuel López |

| 38' · 45' · 51' · 63' | Bryan González Pedro Martínez René López Sergio Aguayo |

| Principal  | Rodrigo Ramos Romo              |
| Asistentes | Carlos Gerardo Ortíz Rosas      |
|            | Karlo Geovanni Palmieres Corral |
| Cuarto     | Figo Rodolfo López Valle        |

|                    |   |   |
| Tiros              | - | - |
| Tiros a puerta     | - | - |
| Faltas             | - | - |
| Saques de esquina  | - | - |
| Penaltis           | - | - |
| Fueras de juego    | - | - |
| Posesión del balón | - | - |

| Alineación inicial |

| 22    | POR   | Marco Salazar      | 42' |
| 3     | DEF   | Salvador Manríquez | 83' |
| 82    | DEF   | Abraham Reyes      |     |
| 88    | DEF   | Gerardo Madrid     |     |
| 94    | DEF   | César Villegas     |     |
| 86    | MED   | Christian Martínez | 68' |
| 89    | MED   | Mario Domínguez    | 83' |
| 93    | MED   | Cristian Ortíz     |     |
| 111   | MED   | Pablo Garibay      |     |
| 97    | DEL   | Samuel López       |     |
| 100   | DEL   | Erick Solórzano    | 83' |
| D. T. | D. T. | Paolo Serrato      |     |

| 81    | POR   | Carlos Rodas       |     |
| 92    | DEF   | René López         |     |
| 93    | DEF   | Pedro Martínez     |     |
| 102   | DEF   | Diego Esqueda      | 89' |
| 183   | DEF   | Jorge Berlanga     |     |
| 35    | MED   | Bryan González     |     |
| 98    | MED   | Alan Bautista      |     |
| 103   | MED   | Sebastián Medellín |     |
| 110   | MED   | Owen González      | 75' |
| 87    | DEL   | Ángel Calzadilla   | 80' |
| 99    | DEL   | Sergio Aguayo      |     |
| D. T. | D. T. | Andrés Chitiva     |     |

| 84 | Guardameta     | Manuel Fimbres  | 42' |
| 99 | Delantero      | Jonathan Osuna  | 68' |
| 91 | Defensa        | Alejandro Díaz  | 83' |
| 82 | Delantero      | Daniel Enríquez | 83' |
| 85 | Centrocampista | Diego Hernández | 83' |

| 96  | Centrocampista | Esteban Escobedo | 75' |
| 107 | Delantero      | Sergio Gámez     | 80' |
| 192 | Defensa        | Jonathan Gámez   | 89' |

| 5' · 18' · 28' | Samuel López Cristian Ortíz Erick Solórzano | 1:0 2:0 3:0 |

| 35' · 39' · 94' | Bryan González Sebastián Medellín | 3:1 3:2 3:3 |

| 57' · 70' · 71' | Pablo Molina Manuel Fimbres Samuel López |

| 38' · 45' · 51' · 63' | Bryan González Pedro Martínez René López Sergio Aguayo |

| Principal  | Rodrigo Ramos Romo              |
| Asistentes | Carlos Gerardo Ortíz Rosas      |
|            | Karlo Geovanni Palmieres Corral |
| Cuarto     | Figo Rodolfo López Valle        |

|                    |   |   |
| Tiros              | - | - |
| Tiros a puerta     | - | - |
| Faltas             | - | - |
| Saques de esquina  | - | - |
| Penaltis           | - | - |
| Fueras de juego    | - | - |
| Posesión del balón | - | - |

| Alineación inicial |

| 22    | POR   | Marco Salazar      | 42' |
| 3     | DEF   | Salvador Manríquez | 83' |
| 82    | DEF   | Abraham Reyes      |     |
| 88    | DEF   | Gerardo Madrid     |     |
| 94    | DEF   | César Villegas     |     |
| 86    | MED   | Christian Martínez | 68' |
| 89    | MED   | Mario Domínguez    | 83' |
| 93    | MED   | Cristian Ortíz     |     |
| 111   | MED   | Pablo Garibay      |     |
| 97    | DEL   | Samuel López       |     |
| 100   | DEL   | Erick Solórzano    | 83' |
| D. T. | D. T. | Paolo Serrato      |     |

| 81    | POR   | Carlos Rodas       |     |
| 92    | DEF   | René López         |     |
| 93    | DEF   | Pedro Martínez     |     |
| 102   | DEF   | Diego Esqueda      | 89' |
| 183   | DEF   | Jorge Berlanga     |     |
| 35    | MED   | Bryan González     |     |
| 98    | MED   | Alan Bautista      |     |
| 103   | MED   | Sebastián Medellín |     |
| 110   | MED   | Owen González      | 75' |
| 87    | DEL   | Ángel Calzadilla   | 80' |
| 99    | DEL   | Sergio Aguayo      |     |
| D. T. | D. T. | Andrés Chitiva     |     |

| 84 | Guardameta     | Manuel Fimbres  | 42' |
| 99 | Delantero      | Jonathan Osuna  | 68' |
| 91 | Defensa        | Alejandro Díaz  | 83' |
| 82 | Delantero      | Daniel Enríquez | 83' |
| 85 | Centrocampista | Diego Hernández | 83' |

| 96  | Centrocampista | Esteban Escobedo | 75' |
| 107 | Delantero      | Sergio Gámez     | 80' |
| 192 | Defensa        | Jonathan Gámez   | 89' |

| 5' · 18' · 28' | Samuel López Cristian Ortíz Erick Solórzano | 1:0 2:0 3:0 |

| 35' · 39' · 94' | Bryan González Sebastián Medellín | 3:1 3:2 3:3 |

| 57' · 70' · 71' | Pablo Molina Manuel Fimbres Samuel López |

| 38' · 45' · 51' · 63' | Bryan González Pedro Martínez René López Sergio Aguayo |

| Principal  | Rodrigo Ramos Romo              |
| Asistentes | Carlos Gerardo Ortíz Rosas      |
|            | Karlo Geovanni Palmieres Corral |
| Cuarto     | Figo Rodolfo López Valle        |

|                    |   |   |
| Tiros              | - | - |
| Tiros a puerta     | - | - |
| Faltas             | - | - |
| Saques de esquina  | - | - |
| Penaltis           | - | - |
| Fueras de juego    | - | - |
| Posesión del balón | - | - |

| Alineación inicial |

| 22    | POR   | Marco Salazar      | 42' |
| 3     | DEF   | Salvador Manríquez | 83' |
| 82    | DEF   | Abraham Reyes      |     |
| 88    | DEF   | Gerardo Madrid     |     |
| 94    | DEF   | César Villegas     |     |
| 86    | MED   | Christian Martínez | 68' |
| 89    | MED   | Mario Domínguez    | 83' |
| 93    | MED   | Cristian Ortíz     |     |
| 111   | MED   | Pablo Garibay      |     |
| 97    | DEL   | Samuel López       |     |
| 100   | DEL   | Erick Solórzano    | 83' |
| D. T. | D. T. | Paolo Serrato      |     |

| 81    | POR   | Carlos Rodas       |     |
| 92    | DEF   | René López         |     |
| 93    | DEF   | Pedro Martínez     |     |
| 102   | DEF   | Diego Esqueda      | 89' |
| 183   | DEF   | Jorge Berlanga     |     |
| 35    | MED   | Bryan González     |     |
| 98    | MED   | Alan Bautista      |     |
| 103   | MED   | Sebastián Medellín |     |
| 110   | MED   | Owen González      | 75' |
| 87    | DEL   | Ángel Calzadilla   | 80' |
| 99    | DEL   | Sergio Aguayo      |     |
| D. T. | D. T. | Andrés Chitiva     |     |

| 84 | Guardameta     | Manuel Fimbres  | 42' |
| 99 | Delantero      | Jonathan Osuna  | 68' |
| 91 | Defensa        | Alejandro Díaz  | 83' |
| 82 | Delantero      | Daniel Enríquez | 83' |
| 85 | Centrocampista | Diego Hernández | 83' |

| 96  | Centrocampista | Esteban Escobedo | 75' |
| 107 | Delantero      | Sergio Gámez     | 80' |
| 192 | Defensa        | Jonathan Gámez   | 89' |

| 5' · 18' · 28' | Samuel López Cristian Ortíz Erick Solórzano | 1:0 2:0 3:0 |

| 35' · 39' · 94' | Bryan González Sebastián Medellín | 3:1 3:2 3:3 |

| 57' · 70' · 71' | Pablo Molina Manuel Fimbres Samuel López |

| 38' · 45' · 51' · 63' | Bryan González Pedro Martínez René López Sergio Aguayo |

| Principal  | Rodrigo Ramos Romo              |
| Asistentes | Carlos Gerardo Ortíz Rosas      |
|            | Karlo Geovanni Palmieres Corral |
| Cuarto     | Figo Rodolfo López Valle        |

|                    |   |   |
| Tiros              | - | - |
| Tiros a puerta     | - | - |
| Faltas             | - | - |
| Saques de esquina  | - | - |
| Penaltis           | - | - |
| Fueras de juego    | - | - |
| Posesión del balón | - | - |

| Alineación inicial |

##### Final - Vuelta
| 81    | POR   | Carlos Rodas       |     |
| 92    | DEF   | René López         |     |
| 93    | DEF   | Pedro Martínez     |     |
| 102   | DEF   | Diego Esqueda      | 69' |
| 183   | DEF   | Jorge Berlanga     |     |
| 35    | MED   | Bryan González     |     |
| 96    | MED   | Esteban Escobedo   |     |
| 98    | MED   | Alan Bautista      |     |
| 103   | MED   | Sebastián Medellín |     |
| 99    | DEL   | Sergio Aguayo      | 81' |
| 107   | DEL   | Sergio Gámez       | 45' |
| D. T. | D. T. | Andrés Chitiva     |     |

| 1     | POR   | Erubiel Castro     |     |
| 3     | DEF   | Salvador Manríquez |     |
| 82    | DEF   | Abraham Reyes      | 45' |
| 88    | DEF   | Gerardo Madrid     |     |
| 94    | DEF   | César Villegas     | 73' |
| 86    | MED   | Christian Martínez | 55' |
| 89    | MED   | Mario Domínguez    | 55' |
| 93    | MED   | Cristian Ortíz     | 73' |
| 111   | MED   | Pablo Molina       |     |
| 97    | DEL   | Samuel López       |     |
| 100   | DEL   | Erick Solórzano    |     |
| D. T. | D. T. | Paolo Serrato      |     |

| 110 | Centrocampista | Owen González    | 45' |
| 192 | Defensa        | Jonathan Gámez   | 69' |
| 87  | Delantero      | Ángel Calzadilla | 81' |

| 18  | Defensa        | Jesús González     | 45' |
| 114 | Centrocampista | Cristian Rodríguez | 55' |
| 99  | Delantero      | Jonathan Osuna     | 55' |
| 92  | Delantero      | Daniel Enríquez    | 73' |
| 85  | Centrocampista | Diego Hernández    | 73' |

| 8' · 48' · 62' · 87' | Pedro Martínez Diego Esqueda Sergio Aguayo Sebastián Medellín | 1:0 2:0 3:0 4:0 |

| 28' · 39' · 60' | Sergio Gámez Sergio Aguayo Pedro Martínez |

| 12' · 17' · 78' | Pablo Molina Samuel López Salvador Manríquez |

| Principal  | Rosario Guadalupe Cárdenas Morales |
| Asistentes | Luis Javier Zamora López           |
|            | Mario Edson Barrera Sánchez        |
| Cuarto     | Miguel Ángel Morales Sánchez       |

|                    |   |   |
| Tiros              | - | - |
| Tiros a puerta     | - | - |
| Faltas             | - | - |
| Saques de esquina  | - | - |
| Penaltis           | - | - |
| Fueras de juego    | - | - |
| Posesión del balón | - | - |

| Alineación inicial |

| 81    | POR   | Carlos Rodas       |     |
| 92    | DEF   | René López         |     |
| 93    | DEF   | Pedro Martínez     |     |
| 102   | DEF   | Diego Esqueda      | 69' |
| 183   | DEF   | Jorge Berlanga     |     |
| 35    | MED   | Bryan González     |     |
| 96    | MED   | Esteban Escobedo   |     |
| 98    | MED   | Alan Bautista      |     |
| 103   | MED   | Sebastián Medellín |     |
| 99    | DEL   | Sergio Aguayo      | 81' |
| 107   | DEL   | Sergio Gámez       | 45' |
| D. T. | D. T. | Andrés Chitiva     |     |

| 1     | POR   | Erubiel Castro     |     |
| 3     | DEF   | Salvador Manríquez |     |
| 82    | DEF   | Abraham Reyes      | 45' |
| 88    | DEF   | Gerardo Madrid     |     |
| 94    | DEF   | César Villegas     | 73' |
| 86    | MED   | Christian Martínez | 55' |
| 89    | MED   | Mario Domínguez    | 55' |
| 93    | MED   | Cristian Ortíz     | 73' |
| 111   | MED   | Pablo Molina       |     |
| 97    | DEL   | Samuel López       |     |
| 100   | DEL   | Erick Solórzano    |     |
| D. T. | D. T. | Paolo Serrato      |     |

| 110 | Centrocampista | Owen González    | 45' |
| 192 | Defensa        | Jonathan Gámez   | 69' |
| 87  | Delantero      | Ángel Calzadilla | 81' |

| 18  | Defensa        | Jesús González     | 45' |
| 114 | Centrocampista | Cristian Rodríguez | 55' |
| 99  | Delantero      | Jonathan Osuna     | 55' |
| 92  | Delantero      | Daniel Enríquez    | 73' |
| 85  | Centrocampista | Diego Hernández    | 73' |

| 8' · 48' · 62' · 87' | Pedro Martínez Diego Esqueda Sergio Aguayo Sebastián Medellín | 1:0 2:0 3:0 4:0 |

| 28' · 39' · 60' | Sergio Gámez Sergio Aguayo Pedro Martínez |

| 12' · 17' · 78' | Pablo Molina Samuel López Salvador Manríquez |

| Principal  | Rosario Guadalupe Cárdenas Morales |
| Asistentes | Luis Javier Zamora López           |
|            | Mario Edson Barrera Sánchez        |
| Cuarto     | Miguel Ángel Morales Sánchez       |

|                    |   |   |
| Tiros              | - | - |
| Tiros a puerta     | - | - |
| Faltas             | - | - |
| Saques de esquina  | - | - |
| Penaltis           | - | - |
| Fueras de juego    | - | - |
| Posesión del balón | - | - |

| Alineación inicial |

| 81    | POR   | Carlos Rodas       |     |
| 92    | DEF   | René López         |     |
| 93    | DEF   | Pedro Martínez     |     |
| 102   | DEF   | Diego Esqueda      | 69' |
| 183   | DEF   | Jorge Berlanga     |     |
| 35    | MED   | Bryan González     |     |
| 96    | MED   | Esteban Escobedo   |     |
| 98    | MED   | Alan Bautista      |     |
| 103   | MED   | Sebastián Medellín |     |
| 99    | DEL   | Sergio Aguayo      | 81' |
| 107   | DEL   | Sergio Gámez       | 45' |
| D. T. | D. T. | Andrés Chitiva     |     |

| 1     | POR   | Erubiel Castro     |     |
| 3     | DEF   | Salvador Manríquez |     |
| 82    | DEF   | Abraham Reyes      | 45' |
| 88    | DEF   | Gerardo Madrid     |     |
| 94    | DEF   | César Villegas     | 73' |
| 86    | MED   | Christian Martínez | 55' |
| 89    | MED   | Mario Domínguez    | 55' |
| 93    | MED   | Cristian Ortíz     | 73' |
| 111   | MED   | Pablo Molina       |     |
| 97    | DEL   | Samuel López       |     |
| 100   | DEL   | Erick Solórzano    |     |
| D. T. | D. T. | Paolo Serrato      |     |

| 110 | Centrocampista | Owen González    | 45' |
| 192 | Defensa        | Jonathan Gámez   | 69' |
| 87  | Delantero      | Ángel Calzadilla | 81' |

| 18  | Defensa        | Jesús González     | 45' |
| 114 | Centrocampista | Cristian Rodríguez | 55' |
| 99  | Delantero      | Jonathan Osuna     | 55' |
| 92  | Delantero      | Daniel Enríquez    | 73' |
| 85  | Centrocampista | Diego Hernández    | 73' |

| 8' · 48' · 62' · 87' | Pedro Martínez Diego Esqueda Sergio Aguayo Sebastián Medellín | 1:0 2:0 3:0 4:0 |

| 28' · 39' · 60' | Sergio Gámez Sergio Aguayo Pedro Martínez |

| 12' · 17' · 78' | Pablo Molina Samuel López Salvador Manríquez |

| Principal  | Rosario Guadalupe Cárdenas Morales |
| Asistentes | Luis Javier Zamora López           |
|            | Mario Edson Barrera Sánchez        |
| Cuarto     | Miguel Ángel Morales Sánchez       |

|                    |   |   |
| Tiros              | - | - |
| Tiros a puerta     | - | - |
| Faltas             | - | - |
| Saques de esquina  | - | - |
| Penaltis           | - | - |
| Fueras de juego    | - | - |
| Posesión del balón | - | - |

| Alineación inicial |

| 81    | POR   | Carlos Rodas       |     |
| 92    | DEF   | René López         |     |
| 93    | DEF   | Pedro Martínez     |     |
| 102   | DEF   | Diego Esqueda      | 69' |
| 183   | DEF   | Jorge Berlanga     |     |
| 35    | MED   | Bryan González     |     |
| 96    | MED   | Esteban Escobedo   |     |
| 98    | MED   | Alan Bautista      |     |
| 103   | MED   | Sebastián Medellín |     |
| 99    | DEL   | Sergio Aguayo      | 81' |
| 107   | DEL   | Sergio Gámez       | 45' |
| D. T. | D. T. | Andrés Chitiva     |     |

| 1     | POR   | Erubiel Castro     |     |
| 3     | DEF   | Salvador Manríquez |     |
| 82    | DEF   | Abraham Reyes      | 45' |
| 88    | DEF   | Gerardo Madrid     |     |
| 94    | DEF   | César Villegas     | 73' |
| 86    | MED   | Christian Martínez | 55' |
| 89    | MED   | Mario Domínguez    | 55' |
| 93    | MED   | Cristian Ortíz     | 73' |
| 111   | MED   | Pablo Molina       |     |
| 97    | DEL   | Samuel López       |     |
| 100   | DEL   | Erick Solórzano    |     |
| D. T. | D. T. | Paolo Serrato      |     |

| 110 | Centrocampista | Owen González    | 45' |
| 192 | Defensa        | Jonathan Gámez   | 69' |
| 87  | Delantero      | Ángel Calzadilla | 81' |

| 18  | Defensa        | Jesús González     | 45' |
| 114 | Centrocampista | Cristian Rodríguez | 55' |
| 99  | Delantero      | Jonathan Osuna     | 55' |
| 92  | Delantero      | Daniel Enríquez    | 73' |
| 85  | Centrocampista | Diego Hernández    | 73' |

| 8' · 48' · 62' · 87' | Pedro Martínez Diego Esqueda Sergio Aguayo Sebastián Medellín | 1:0 2:0 3:0 4:0 |

| 28' · 39' · 60' | Sergio Gámez Sergio Aguayo Pedro Martínez |

| 12' · 17' · 78' | Pablo Molina Samuel López Salvador Manríquez |

| Principal  | Rosario Guadalupe Cárdenas Morales |
| Asistentes | Luis Javier Zamora López           |
|            | Mario Edson Barrera Sánchez        |
| Cuarto     | Miguel Ángel Morales Sánchez       |

|                    |   |   |
| Tiros              | - | - |
| Tiros a puerta     | - | - |
| Faltas             | - | - |
| Saques de esquina  | - | - |
| Penaltis           | - | - |
| Fueras de juego    | - | - |
| Posesión del balón | - | - |

| Alineación inicial |

| Campeón Apertura 2022 (Filiales) |
| -------------------------------- |
|                                  |
| Pachuca "B"                      |
| 1° Título                        |

## Tabla de Cocientes
- La tabla de cocientes se utiliza para determinar el orden de los clasificados a la fase de liguilla por el título y el ascenso.[24] Además, suele utilizarse para definir los descensos de categoría cuando estos se encuentran estipulados para la temporada.[25]

- Datos según la página oficial[3]

 Fecha de actualización: 23 de octubre de 2022
| Posición | Equipo                 | Puntos | Juegos | Cociente | Diferencia |
| -------- | ---------------------- | ------ | ------ | -------- | ---------- |
| 1        | Pachuca "B"            | 30     | 10     | 3.000    | 21         |
| 2        | Tampico Madero         | 30     | 10     | 3.000    | 17         |
| 3        | UAZ                    | 25     | 10     | 2.500    | 17         |
| 4        | Los Cabos United       | 25     | 10     | 2.500    | 10         |
| 5        | Cafetaleros de Chiapas | 24     | 10     | 2.400    | 12         |
| 6        | La Piedad              | 23     | 10     | 2.300    | 13         |
| 7        | Chihuahua F.C.         | 21     | 10     | 2.100    | 11         |
| 8        | Tritones Vallarta      | 21     | 10     | 2.100    | 6          |
| 9        | Aguacateros CDU        | 20     | 10     | 2.000    | 14         |
| 10       | Saltillo               | 19     | 10     | 1.900    | 4          |
| 11       | Gavilanes              | 18     | 10     | 1.800    | 4          |
| 12       | Sporting Canamy        | 17     | 10     | 1.700    | 7          |
| 13       | Colima F.C.            | 17     | 10     | 1.700    | 4          |
| 14       | Montañeses             | 16     | 10     | 1.600    | -4         |
| 15       | Inter Playa            | 15     | 10     | 1.500    | 2          |
| 16       | Deportiva Venados      | 15     | 10     | 1.500    | -3         |
| 17       | Yalmakan               | 15     | 10     | 1.500    | -5         |
| 18       | Cimarrones "B"         | 15     | 10     | 1.500    | -6         |
| 19       | Leones Negros "B"      | 14     | 10     | 1.400    | 0          |
| 20       | Lobos ULMX             | 14     | 10     | 1.400    | -6         |
| 21       | Deportivo Dongu        | 13     | 10     | 1.300    | -1         |
| 22       | Real de Arteaga        | 13     | 10     | 1.300    | -5         |
| 23       | Coras F.C.             | 12     | 10     | 1.200    | 0          |
| 24       | Escorpiones            | 11     | 10     | 1.100    | -4         |
| 25       | Halcones de Zapopan    | 11     | 10     | 1.100    | -5         |
| 26       | Mineros de Fresnillo   | 10     | 10     | 1.000    | 2          |
| 27       | UAT                    | 10     | 10     | 1.000    | -6         |
| 28       | Tecos                  | 10     | 10     | 1.000    | -8         |
| 29       | Tulancingo             | 6      | 10     | 0.600    | -9         |
| 30       | Inter Querétaro        | 5      | 10     | 0.500    | -20        |
| 31       | Catedráticos Elite     | 3      | 10     | 0.300    | -16        |
| 32       | Leviatán               | 2      | 10     | 0.200    | -18        |
| 33       | Mexicali F.C.          | 1      | 10     | 0.100    | -29        |

## Máximos Goleadores
- Datos según la página oficial de la competición.

 Fecha de actualización: 23 de octubre de 2022
| Pos. | Jugador            | Equipo                 | Goles | Minutos | Frec.       |
| ---- | ------------------ | ---------------------- | ----- | ------- | ----------- |
| 1º   | Klinsman Calderón  | Cafetaleros de Chiapas | 11    | 705     | 64.09 min.  |
| 2º   | José Alonso Flores | Aguacateros CDU        | 8     | 828     | 103.5 min.  |
| 3.º  | Diego Gama         | Chihuahua F.C.         | 7     | 810     | 115.71 min. |
| =    | Armando Bernal     | UAZ                    | 7     | 777     | 111 min.    |
| =    | Abraham Vázquez    | La Piedad              | 7     | 868     | 124 min.    |
| 6.º  | Kevin Sandoval     | Leones Negros "B"      | 6     | 690     | 115 min.    |
| =    | Santiago Micolta   | Deportiva Venados      | 6     | 807     | 134.5 min.  |
| =    | Juan Celada        | Inter Playa            | 6     | 610     | 101.67 min. |
| =    | Christopher Cortés | Saltillo F.C.          | 6     | 899     | 149.83 min. |
| =    | Sergio Gámez       | Pachuca "B"            | 6     | 600     | 100 min.    |
| =    | Sergio Meza        | Escorpiones            | 6     | 880     | 146.67 min. |

## Asistencia
El listado excluye los partidos que fueron disputados a puerta cerrada.
 Fecha de actualización: 23 de octubre de 2022
| 1       | 12,750  | 850   | Chihuahua F.C. vs Cimarrones "B" (4,500)      | Leones Negros "B" vs Mineros de Fresnillo (50) |
| 2       | 14,550  | 1,323 | Tampico Madero vs Inter de Querétaro (7,000)  | Deportivo Dongu vs Sporting Canamy (50) |
| 3       | 10,980  | 784   | Chihuahua F.C. vs Los Cabos United (7,500)    | Leones Negros "B" vs Cimarrones "B" (100) |
| 4       | 11,920  | 851   | Tampico Madero vs Gavilanes (5,000)           | Halcones de Zapopan vs Tecos UAZ vs Coras F.C. Catedráticos Elite vs Tulancingo Sporting Canamy vs Cafetaleros de Chiapas Deportiva Venados vs Inter Playa (100) |
| 5       | 13,106  | 874   | Chihuahua F.C. vs Leones Negros "B" (8,000)   | Deportiva Venados vs Montañeses (50) |
| 6       | 14,951  | 997   | Tampico Madero vs Aguacateros CDU (8,000)     | Leones Negros "B" vs Mexicali (50) |
| 7       | 11,080  | 739   | Chihuahua F.C. vs Mexicali F.C. (7,000)       | Colima F.C. vs UAT (30) |
| 8       | 11,250  | 804   | Tampico Madero vs Saltillo (6,000)            | Sporting Canamy vs Real de Arteaga (50) |
| 9       | 11,620  | 775   | Chihuahua F.C. vs Tecos (9,000)               | Deportiva Venados vs Sporting Canamy (50) |
| 10      | 17,459  | 1,164 | Chihuahua F.C. vs Halcones de Zapopan (7,000) | Cimarrones "B" vs Mineros de Fresnillo UAT vs Saltillo (50) |
| 11      | 10,890  | 778   | La Piedad vs Inter de Querétaro (5,020)       | Leviatán vs Dongu (50) |
| Totales | 140,556 | 895   | Chihuahua F.C. vs Tecos (9,000)               | Colima F.C. vs UAT (30) |